# 이창시
이창(의창, 중국어 간체자: 宜昌, 병음: Yíchāng)은 중화인민공화국 후베이성 서부에 위치한 지급시이다. 이창은 장강의 싼샤(삼협)의 하류에 위치하는 항구도시이며 장강 크루즈나 화물선의 기항지이다. 이창시 상류의 장강은 《서릉협》이며, 이창시가지의 옆에는 등주 댐 발전소가 있고, 그 40km 상류에는 싼샤 댐이 있다.

## 역사
이창은 유구한 역사를 가지고 있고 장강 삼협의 입구로서 군사적으로 중요한 요지였다. 초나라와 파(巴) 문화의 발상지이다. 시인이자 정치가인 굴원과 중국 사대미인의 한 명인 왕소군의 고향이다. 삼국시대에는 이릉 대전의 전장이었다.
춘추전국시대는 초의 서쪽 경계였다. 옛 이름은 이릉(夷陵)이었다. 기원전 221년, 진나라에 의해 남군(南郡)이 설치되었다. 208년, 후한에 의해 임강군(臨江郡)으로, 210년에는 의도군(宜都郡)으로 고쳐져 산하에 의도현, 자귀현, 지강현, 의도현의 4현을 관할했다. 삼국시대에는 오나라에 의해 222년에 서릉군(西陵郡)이 설치되었다가 이후 의도군으로 개칭되어 남북조시대의 남조 정권으로 이어졌다. 남조의 양나라는 의도를 의주(宜州)로 개칭했고, 서위는 척주(拓州)로, 후주는 협주(峽州)로 개칭했다.
607년, 수나라는 주를 폐지하고 이릉군을 설치해 산하에 이릉현, 이도현, 장양현, 원안현의 4현을 관할했다. 당나라가 성립하면서 이릉군은 폐지되고 섬주(陝州)가 설치되었다. 오대십국시대에는 고계흥의 지방 정권인 형남의 판도에 편입되었다.
송나라가 성립하면서 다시 섬주가 설치되었고 형호북로(荊湖北路)의 관할이 되었고 원풍 연간(1078~1085)에 협주로 개칭되었다. 원대에는 협주로(峽州路), 명대에는 협주부(峽州府)가 설치되었지만, 1376년에 이릉주(夷陵州)로 고쳐져 산하에 의도현, 장양현, 원안현의 3현을 관할, 호광포정사 형주부 상형남도의 관할이 되었다. 청나라가 성립하면서 1648년, 이릉주(彝陵州)로 개칭, 1735년에 이릉주는 의창부(宜昌府)로 승격해 산하에 동호현, 흥산현, 파동현, 장양현, 장락현의 5현 및 귀주, 학봉주의 2주를 관할했다. 1876년, 청나라와 영국 사이에 체결된 옌타이 조약에 의해 의창은 개항지로 지정, 이듬해 세관이 설치되어 정식으로 개항하였다.
중화민국이 성립하면서 1912년에 둥후현을 이창현으로 개칭하고, 싱산, 쯔구이, 바둥, 창양, 우펑, 학봉현과 함께 징난 도(荊南道)에, 당양, 위안안은 샹난 도(襄南道)의 관할이 되었다. 그 후 도제가 폐지되고, 1932년에 행정독찰구(行政督察區) 제도가 시행되면서 제6, 제9행정독찰구가 설치되었다.
중화인민공화국이 성립하면서 후베이 성에는 8 행정구가 설치되어 이창 행정구 전원공서(宜昌行政区专员公署)가 이창현, 이두현, 즈장현, 당양현, 위안안현, 싱한현, 쯔구이현, 창양현, 우펑현의 9현을 관할했고, 동시에 이창현 청구 및 진자오눙구에 이창시를 신설했다. 1951년, 이창 행정구 전원공서는 이창구 전원공서(宜昌区专员公署), 1955년에는 이창 전원공서(宜昌专员公署)로 개칭되었다. 문화대혁명이 시작되면서 1968년 1월에 이창 지구 혁명위원회가 설치되었지만, 1978년 8월에 혁명위원회는 폐지되고 이창 지구 행정공서(宜昌地区行政公署)가 설치되었다.
1992년 3월, 이창 지구가 폐지되고 지급시인 이창시가 성립되었다.

## 행정 구역
아래와 같은 5개의 시할구, 3개의 현급시, 5개의 현(2개의 자치현 포함)을 관할한다.

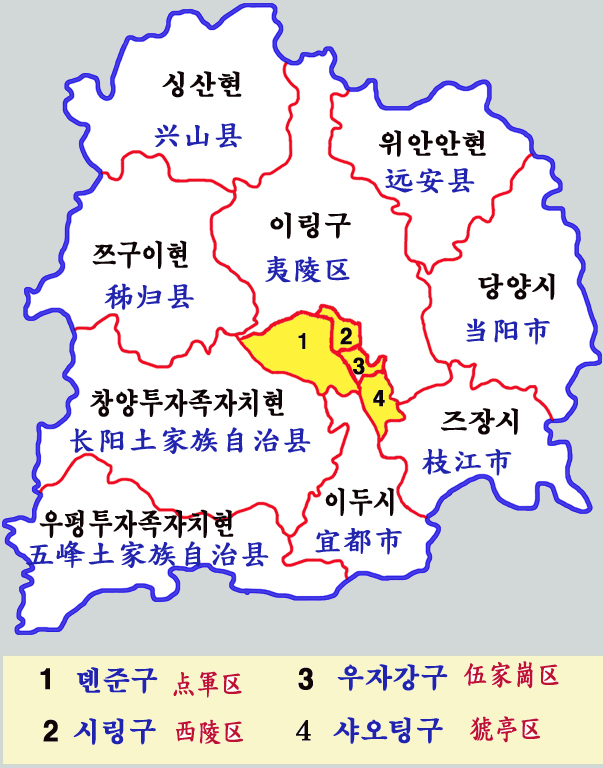
이창시 현급구역

### 시할구
- 시링구 (西陵区)
- 우자강구 (伍家岗区)
- 뎬준구 (点军区)
- 샤오팅구 (猇亭区)
- 이링구 (夷陵区)

### 현급 시
- 이두시 (宜都市)
- 당양시 (当阳市)
- 즈장시 (枝江市)

### 현
- 위안안현 (远安县)
- 싱산현 (兴山县)
- 쯔구이현 (秭归县)

### 자치현
- 창양 투자족 자치현
 (长阳土家族自治县)
- 우펑 투자족 자치현
 (五峰土家族自治县)

## 지리
이창의 면적은 21,084 km2로 후베이 성의 서쪽, 장강삼협 중 하나인 서릉협(西陵峡)의 동쪽 끝에 있다. 연평균 기온은 16-18 °C이다.
| 이창시의 기후                                                 | 이창시의 기후 | 이창시의 기후 | 이창시의 기후 | 이창시의 기후 | 이창시의 기후 | 이창시의 기후 | 이창시의 기후 | 이창시의 기후 | 이창시의 기후 | 이창시의 기후 | 이창시의 기후 | 이창시의 기후 | 이창시의 기후   |
| 월                                                            | 1월           | 2월           | 3월           | 4월           | 5월           | 6월           | 7월           | 8월           | 9월           | 10월          | 11월          | 12월          | 연간            |
| ------------------------------------------------------------- | ------------- | ------------- | ------------- | ------------- | ------------- | ------------- | ------------- | ------------- | ------------- | ------------- | ------------- | ------------- | --------------- |
| 역대 최고 기온 °C (°F)                                        | 22.5 (72.5)   | 27.6 (81.7)   | 33.0 (91.4)   | 36.7 (98.1)   | 38.7 (101.7)  | 39.9 (103.8)  | 40.7 (105.3)  | 41.4 (106.5)  | 39.2 (102.6)  | 35.7 (96.3)   | 29.8 (85.6)   | 24.6 (76.3)   | 41.4 (106.5)    |
| 일평균 최고 기온 °C (°F)                                      | 8.8 (47.8)    | 11.8 (53.2)   | 16.6 (61.9)   | 23.0 (73.4)   | 27.3 (81.1)   | 30.5 (86.9)   | 32.7 (90.9)   | 32.1 (89.8)   | 28.2 (82.8)   | 23.0 (73.4)   | 17.2 (63.0)   | 11.2 (52.2)   | 21.9 (71.4)     |
| 일일 평균 기온 °C (°F)                                        | 5.0 (41.0)    | 7.6 (45.7)    | 11.7 (53.1)   | 17.7 (63.9)   | 22.2 (72.0)   | 25.8 (78.4)   | 28.1 (82.6)   | 27.4 (81.3)   | 23.6 (74.5)   | 18.3 (64.9)   | 12.7 (54.9)   | 7.3 (45.1)    | 17.3 (63.1)     |
| 일평균 최저 기온 °C (°F)                                      | 2.2 (36.0)    | 4.6 (40.3)    | 8.1 (46.6)    | 13.6 (56.5)   | 18.2 (64.8)   | 22.1 (71.8)   | 24.5 (76.1)   | 23.9 (75.0)   | 20.1 (68.2)   | 14.9 (58.8)   | 9.5 (49.1)    | 4.4 (39.9)    | 13.8 (56.9)     |
| 역대 최저 기온 °C (°F)                                        | −9.8 (14.4)   | −4.4 (24.1)   | −1.3 (29.7)   | 0.4 (32.7)    | 8.8 (47.8)    | 14.7 (58.5)   | 18.4 (65.1)   | 17.2 (63.0)   | 11.4 (52.5)   | 3.7 (38.7)    | −0.9 (30.4)   | −5.4 (22.3)   | −9.8 (14.4)     |
| 평균 강수량 mm (인치)                                         | 24.4 (0.96)   | 38.7 (1.52)   | 54.8 (2.16)   | 92.3 (3.63)   | 139.4 (5.49)  | 141.8 (5.58)  | 211.0 (8.31)  | 191.3 (7.53)  | 107.2 (4.22)  | 73.8 (2.91)   | 46.7 (1.84)   | 18.7 (0.74)   | 1,140.1 (44.89) |
| 평균 강수일수 (≥ 0.1 mm)                                      | 7.7           | 9.2           | 11.0          | 12.5          | 13.3          | 12.6          | 14.7          | 13.7          | 10.5          | 10.4          | 8.3           | 7.7           | 131.6           |
| 평균 강설일수                                                 | 4.3           | 3.0           | 1.1           | 0             | 0             | 0             | 0             | 0             | 0             | 0             | 0.2           | 1.4           | 10              |
| 평균 상대 습도 (%)                                            | 74            | 73            | 72            | 73            | 73            | 76            | 79            | 78            | 75            | 75            | 75            | 73            | 75              |
| 평균 월간 일조시간                                            | 65.9          | 71.9          | 103.1         | 125.8         | 132.8         | 134.1         | 157.2         | 168.4         | 126.8         | 118.6         | 103.8         | 81.1          | 1,389.5         |
| 가능 일조율                                                   | 20            | 23            | 28            | 32            | 31            | 32            | 37            | 41            | 35            | 34            | 33            | 26            | 31              |
| 출처: 중국기상국 (평년값: 1991년~2013년, 극값: 1981년~2010년) |               |               |               |               |               |               |               |               |               |               |               |               |                 |

## 경제

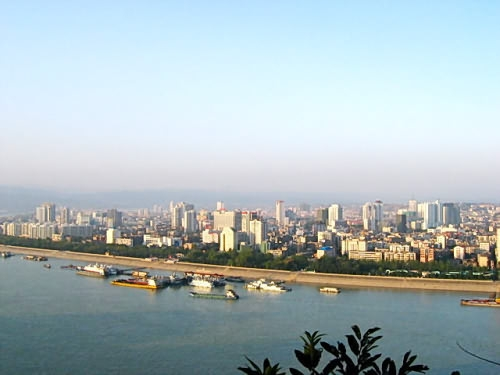
장강 중류에서 본 이창

개혁개방 이래, 이창의 경제는 급속히 발전하였다. 2004년의 총생산은 588억 위엔이며, 공업도 발전하여, 수력 발전, 전자 부품, 화학공업, 식품 의약, 신형 건재 등의 중점 산업 정책이 있어 외자의 유치도 병행되고 있다.

## 교통
- 이창 싼샤 공항(宜昌三峡机场, Yichang Sanxia Airport): 후베이성 제2의 공항으로 항공 운송기 및 국내 주요 도시 및 홍콩에 취항하고 있다. IATA 공항 코드는 YIH, ICAO 코드는 ZHYC.

## 문화
이창은 초 및 파의 문화의 발상지이다. 또 소수민족의 투쟈족의 거주구이기도 하여 독자적인 문화를 자랑하고 있다.

## 갤러리

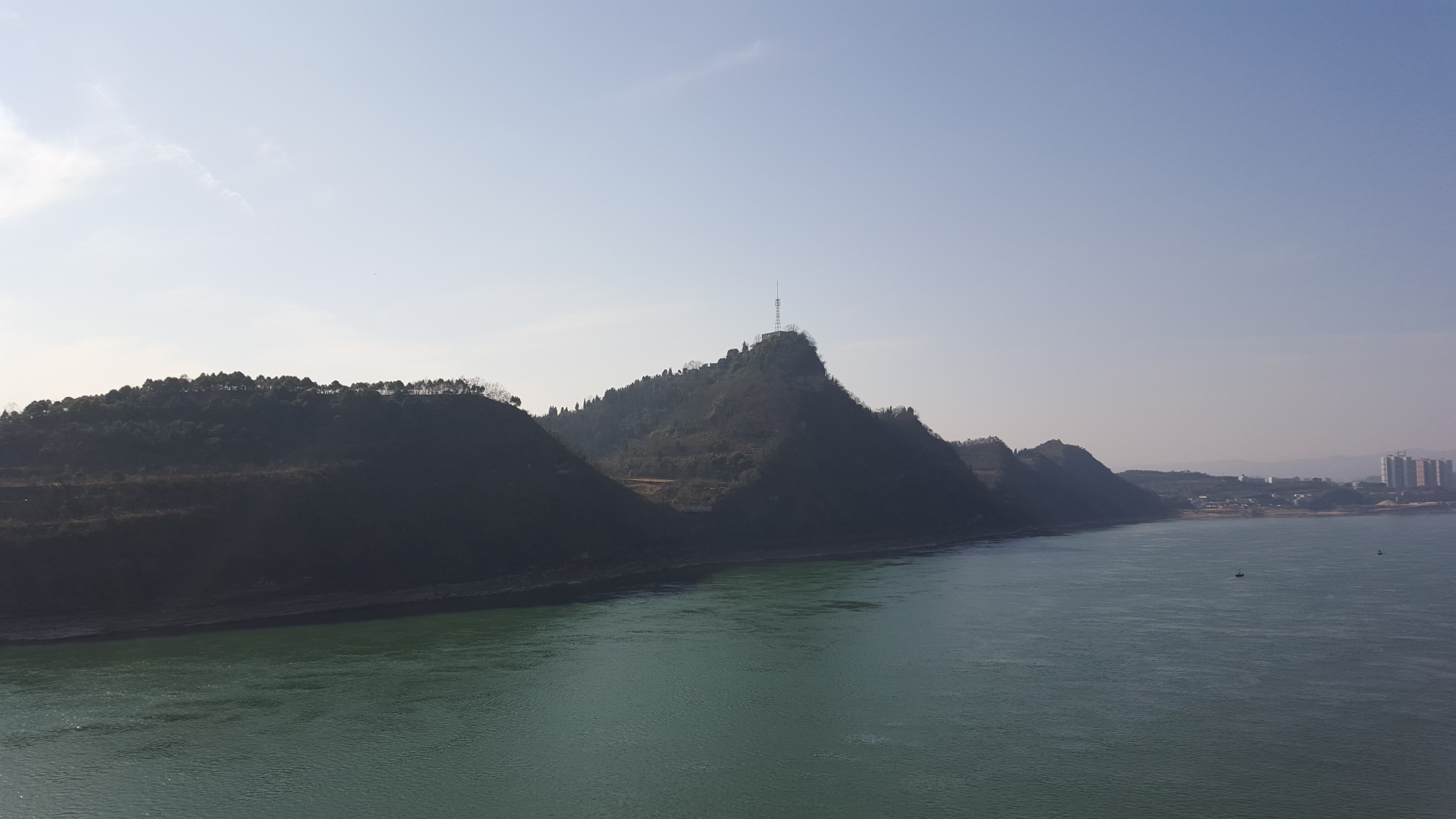
磨基山
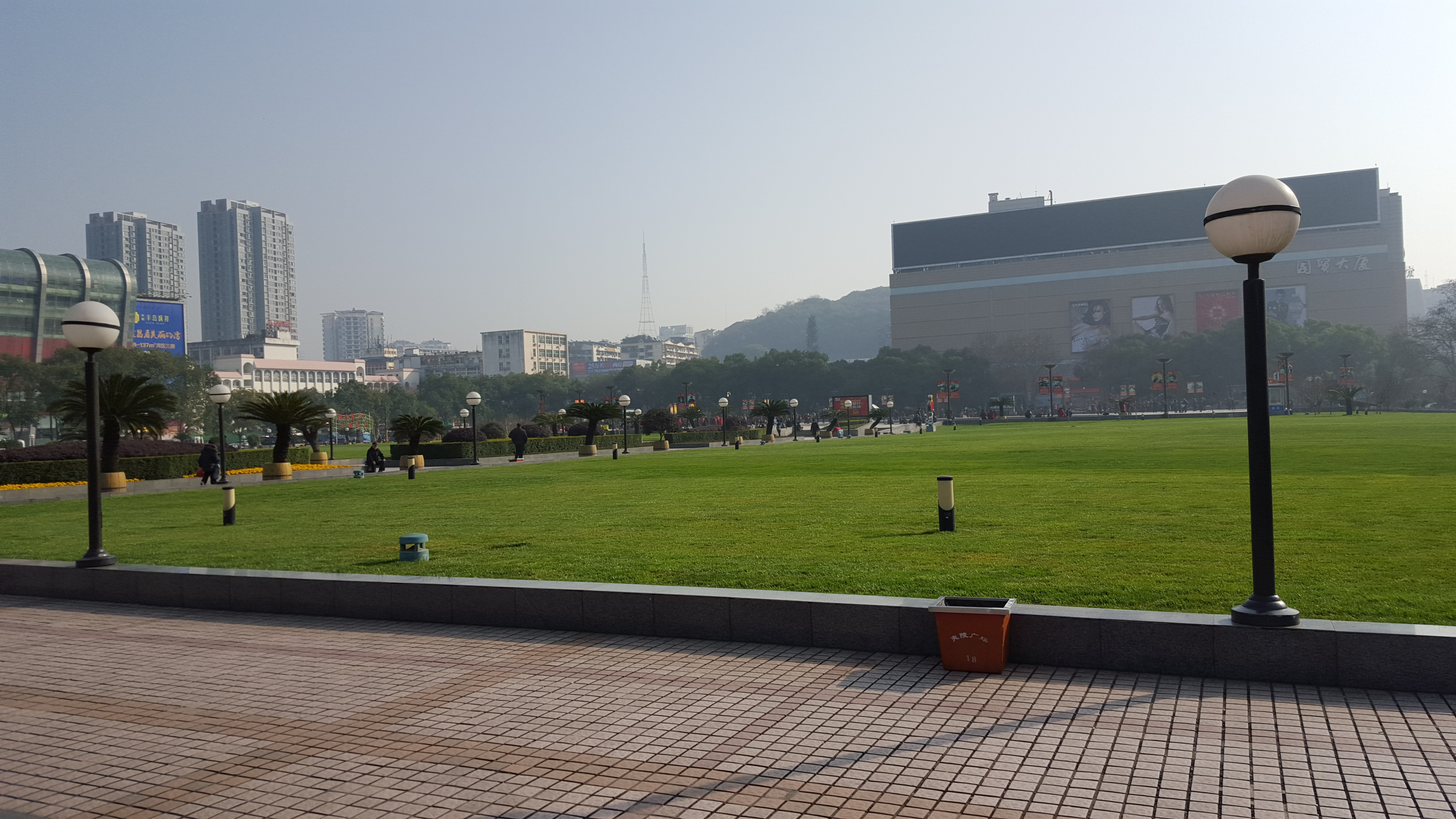
夷陵广场
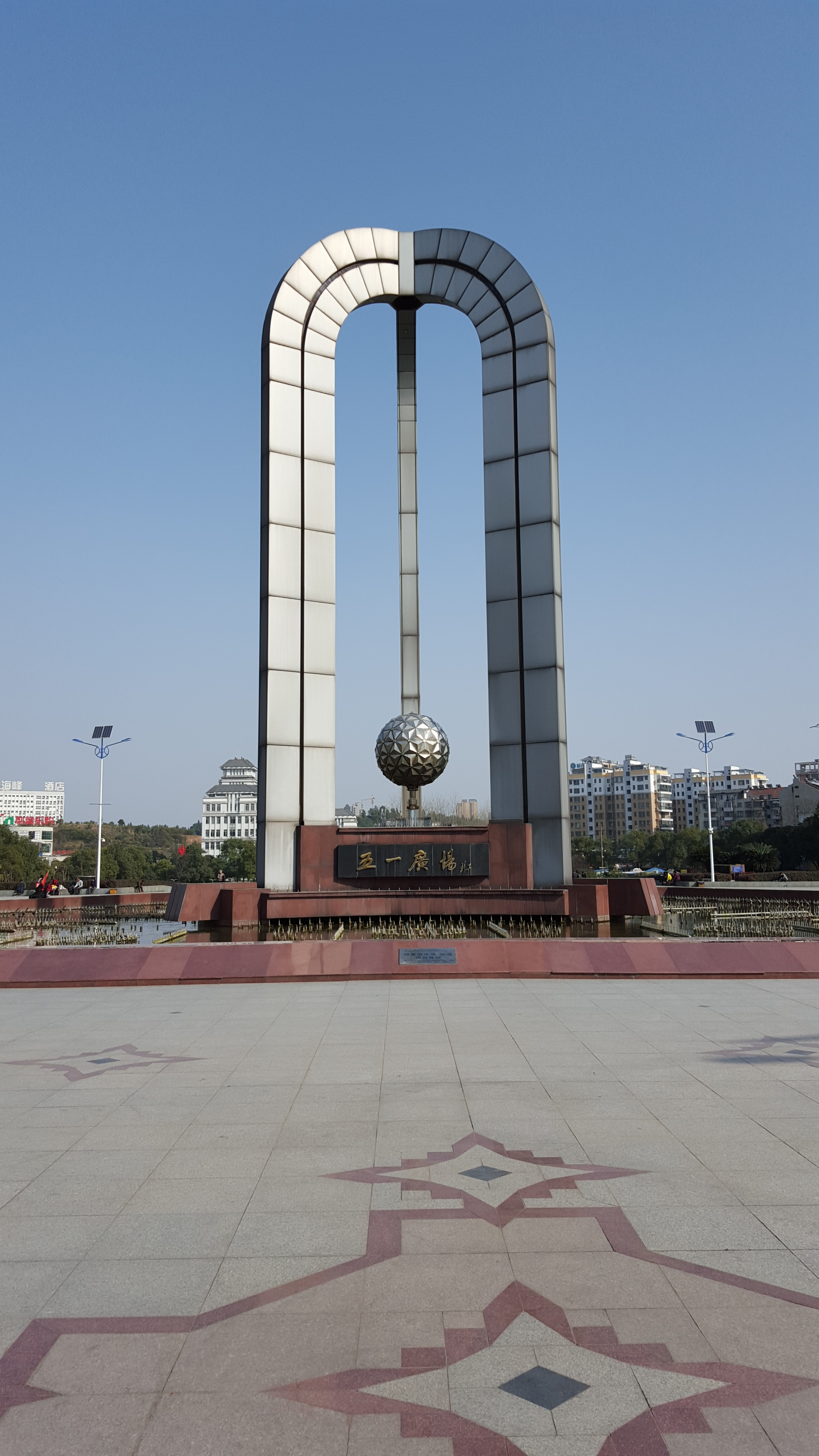
五一广场
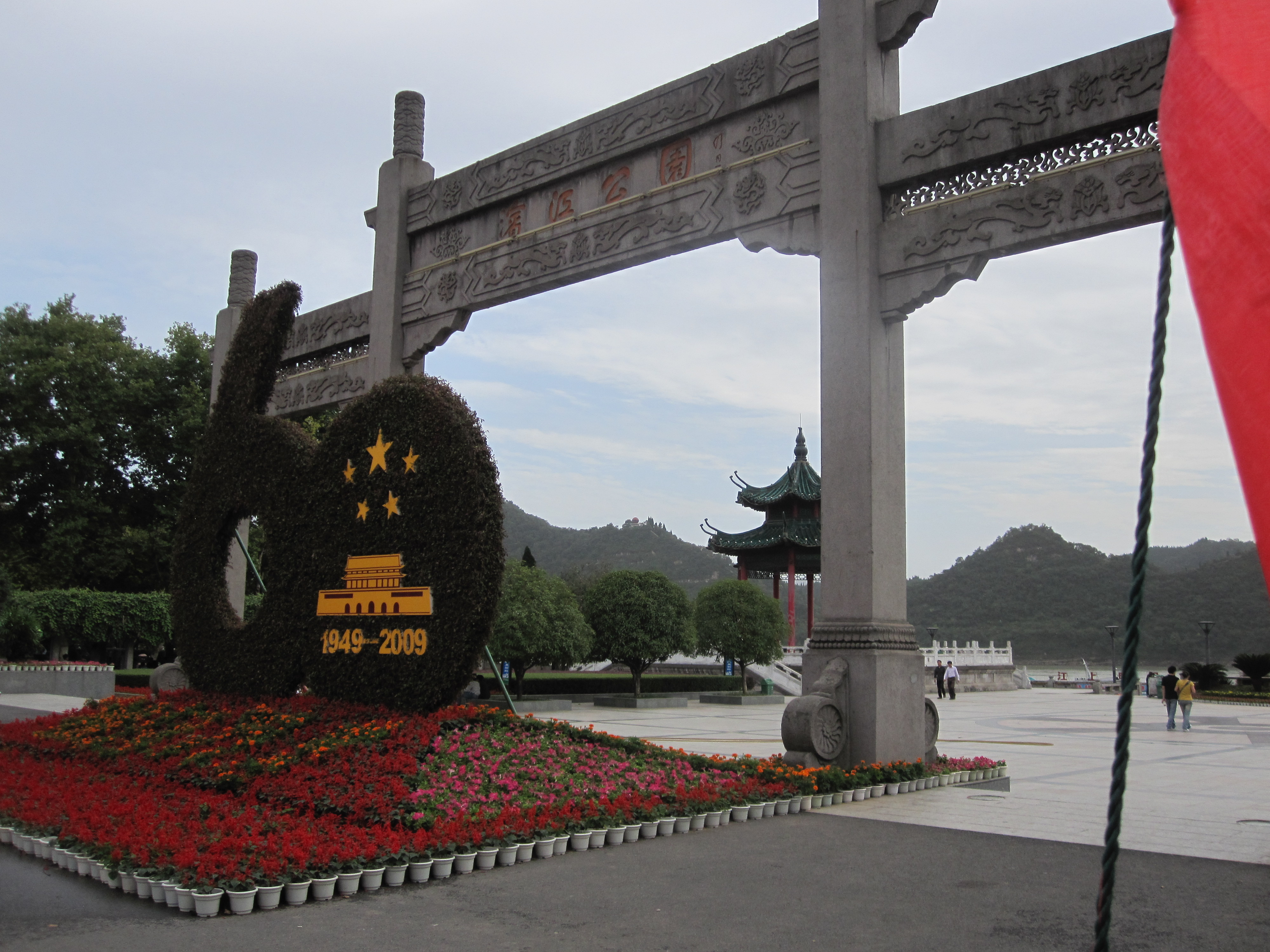
滨江公园
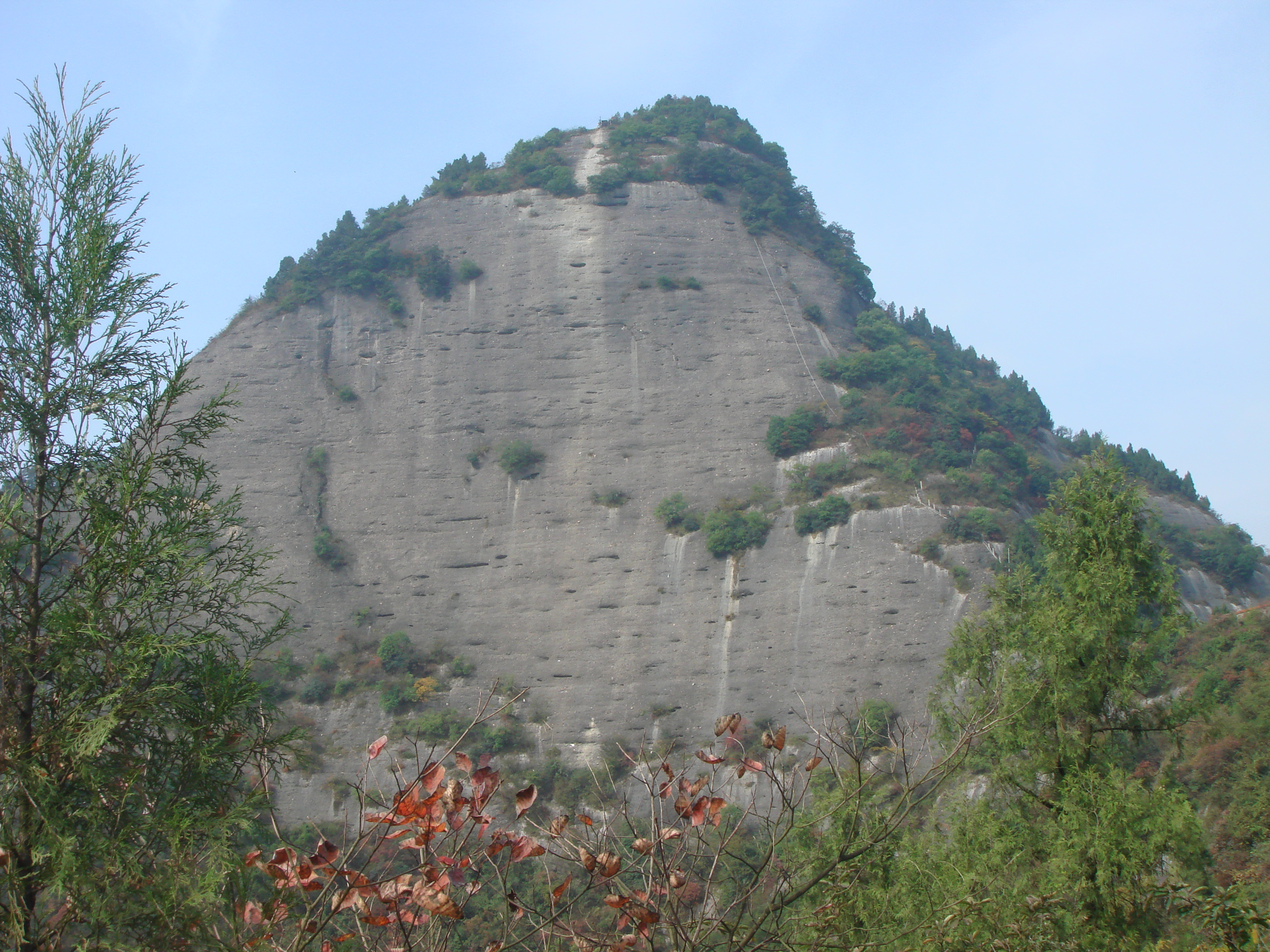
文佛山
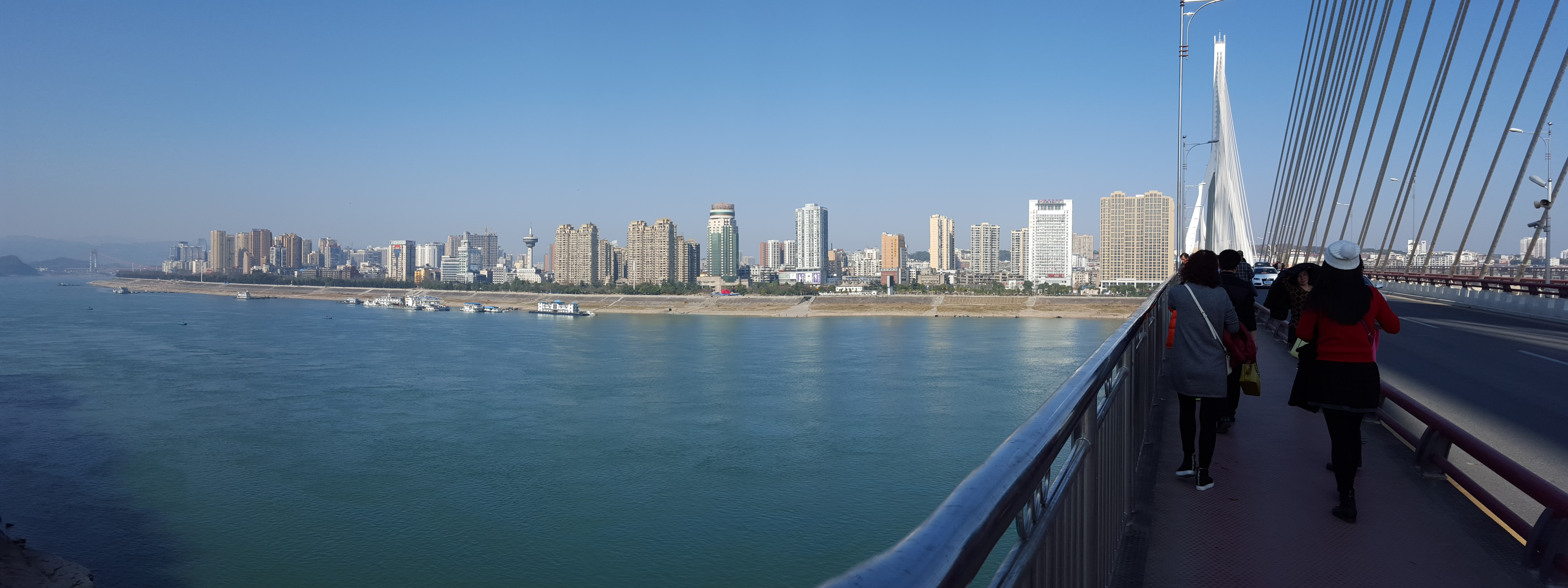
长江
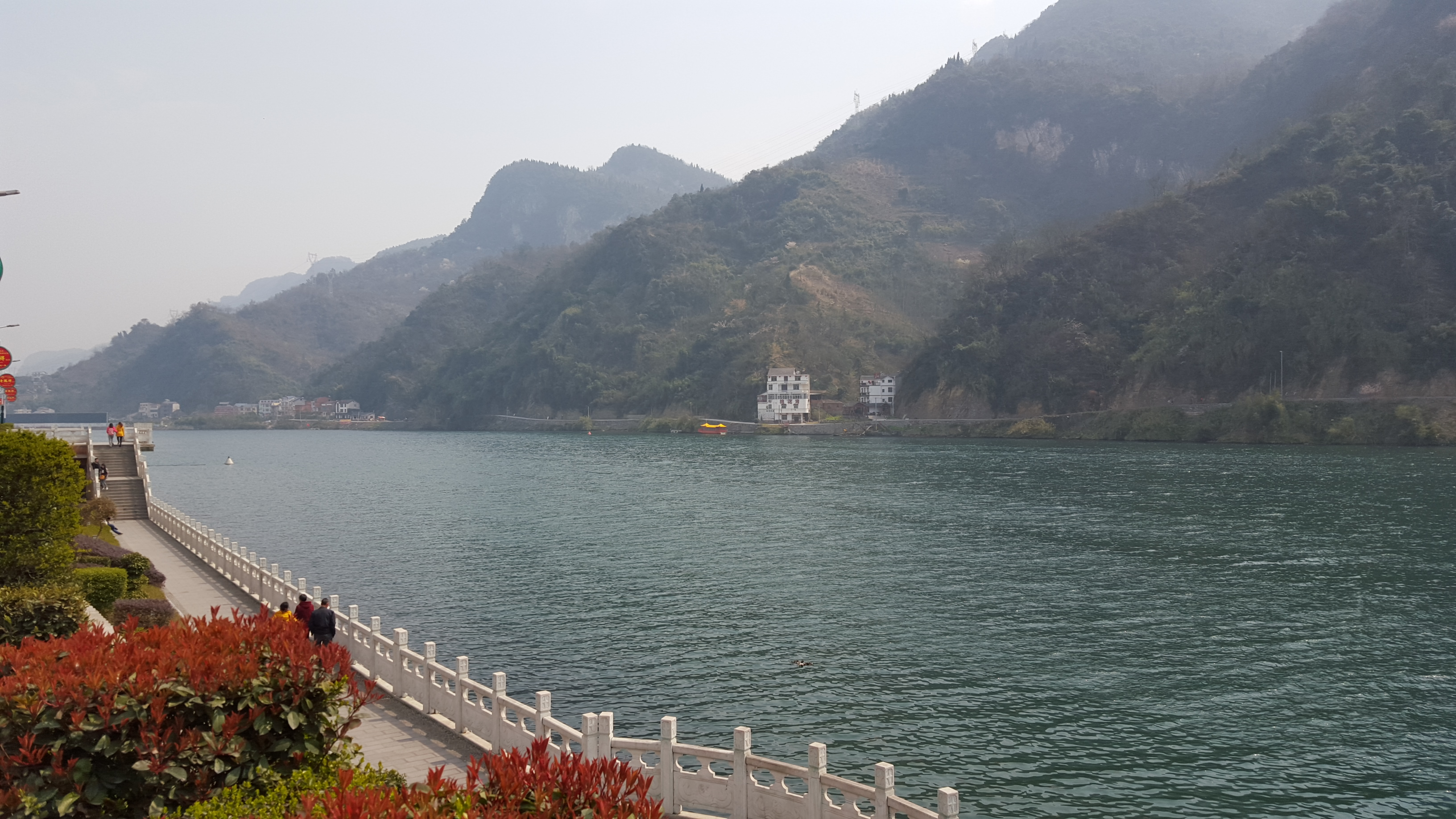
清江
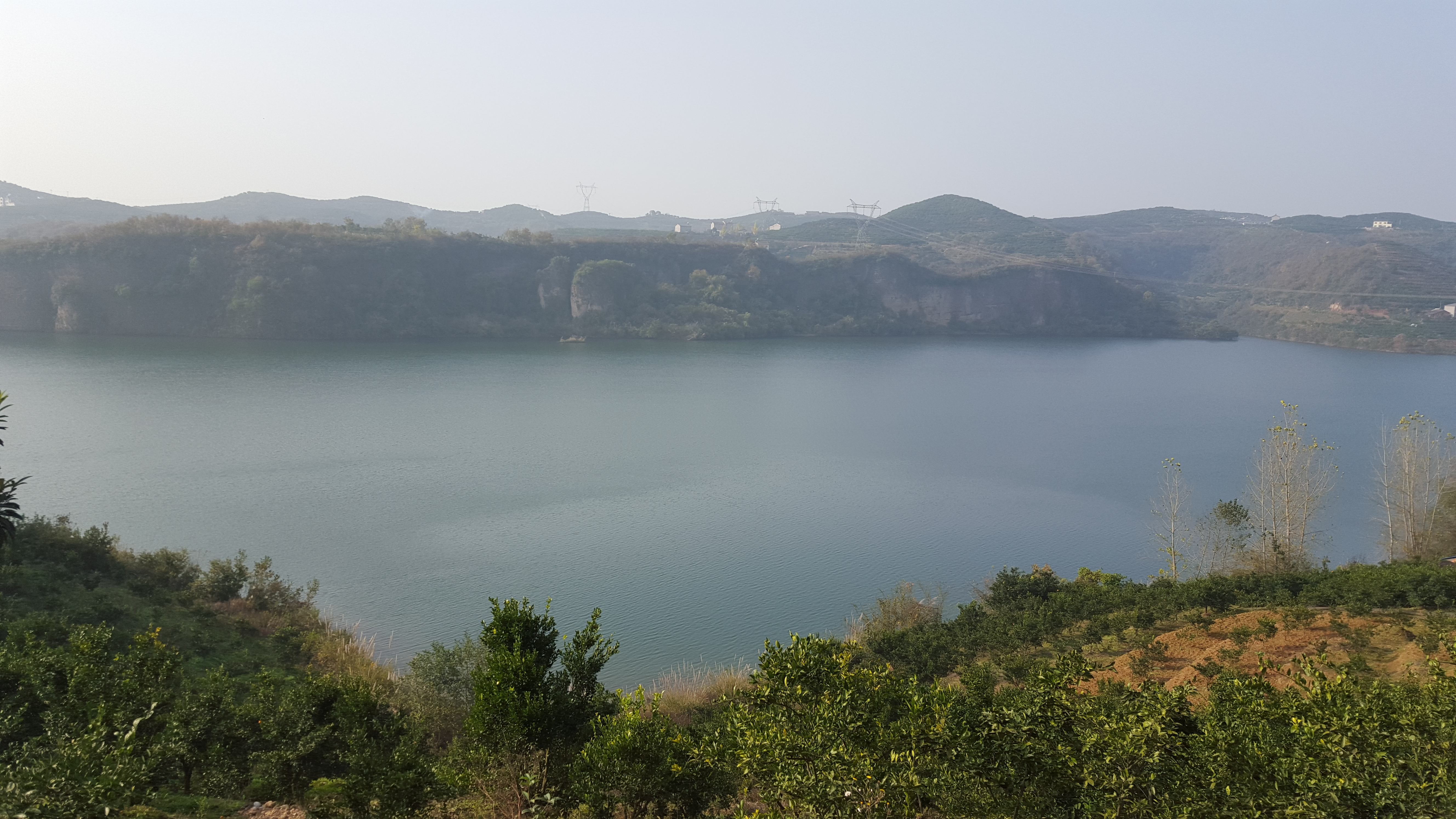
官莊水库
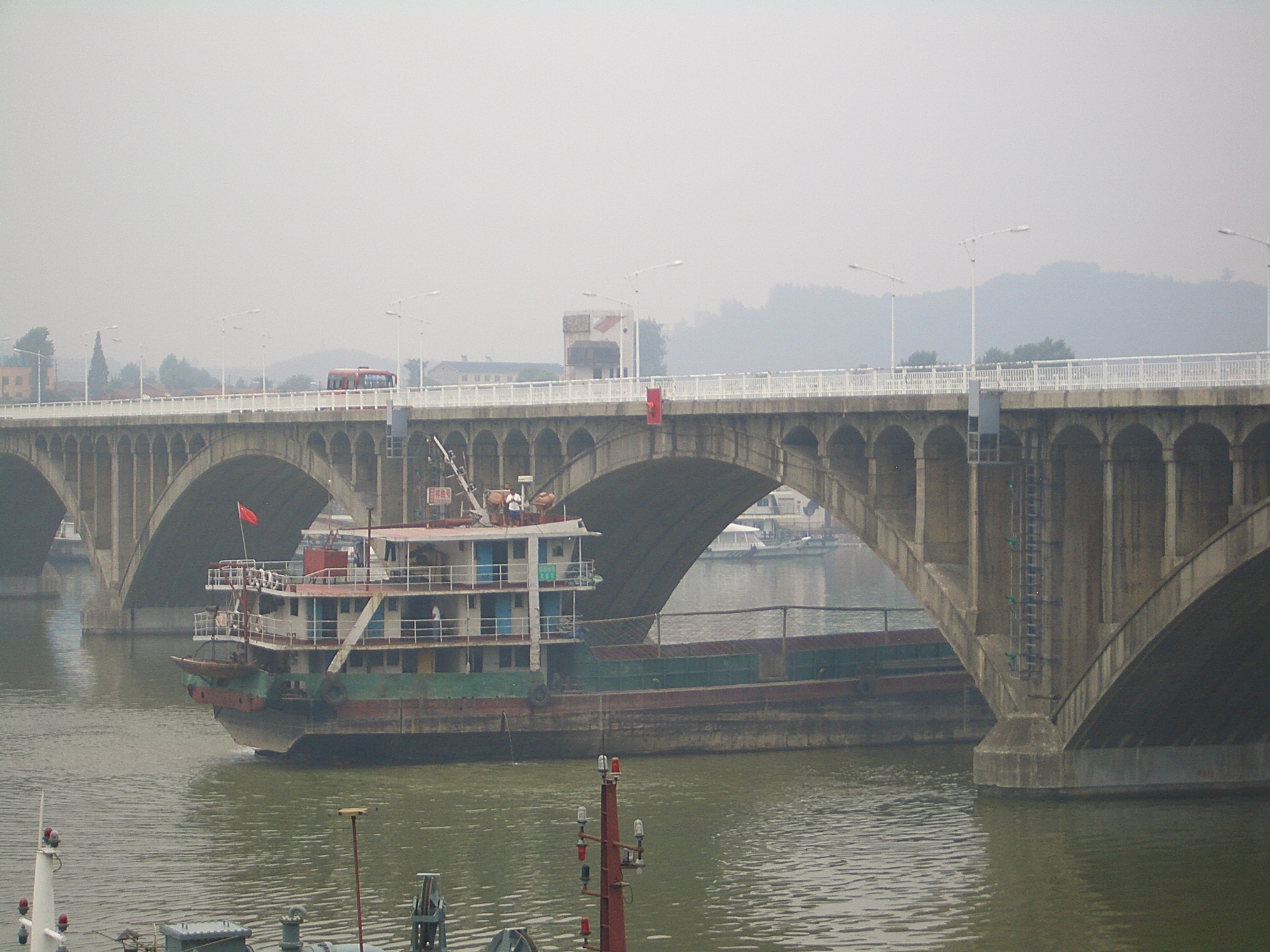
黄柏河大桥
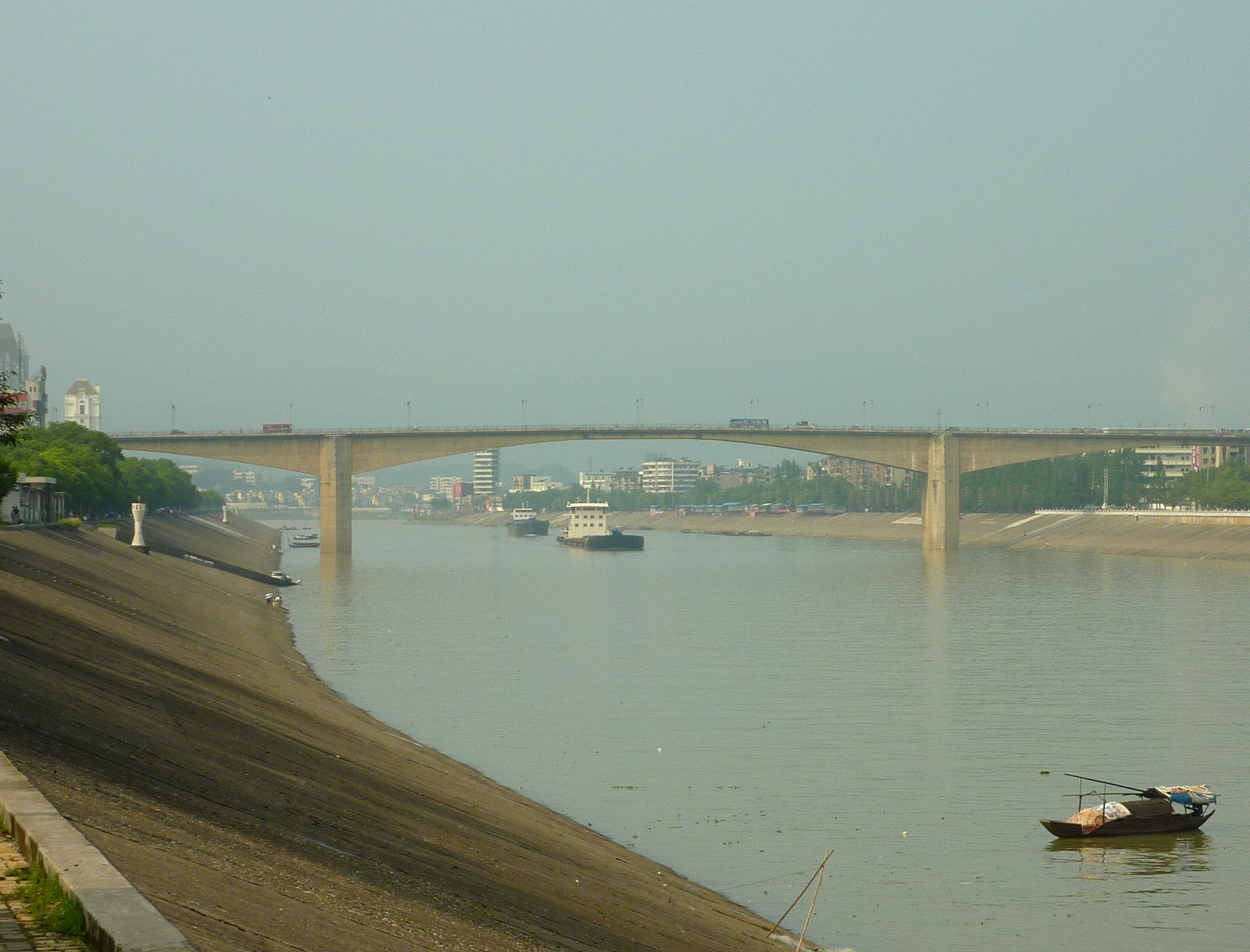
葛洲坝大桥
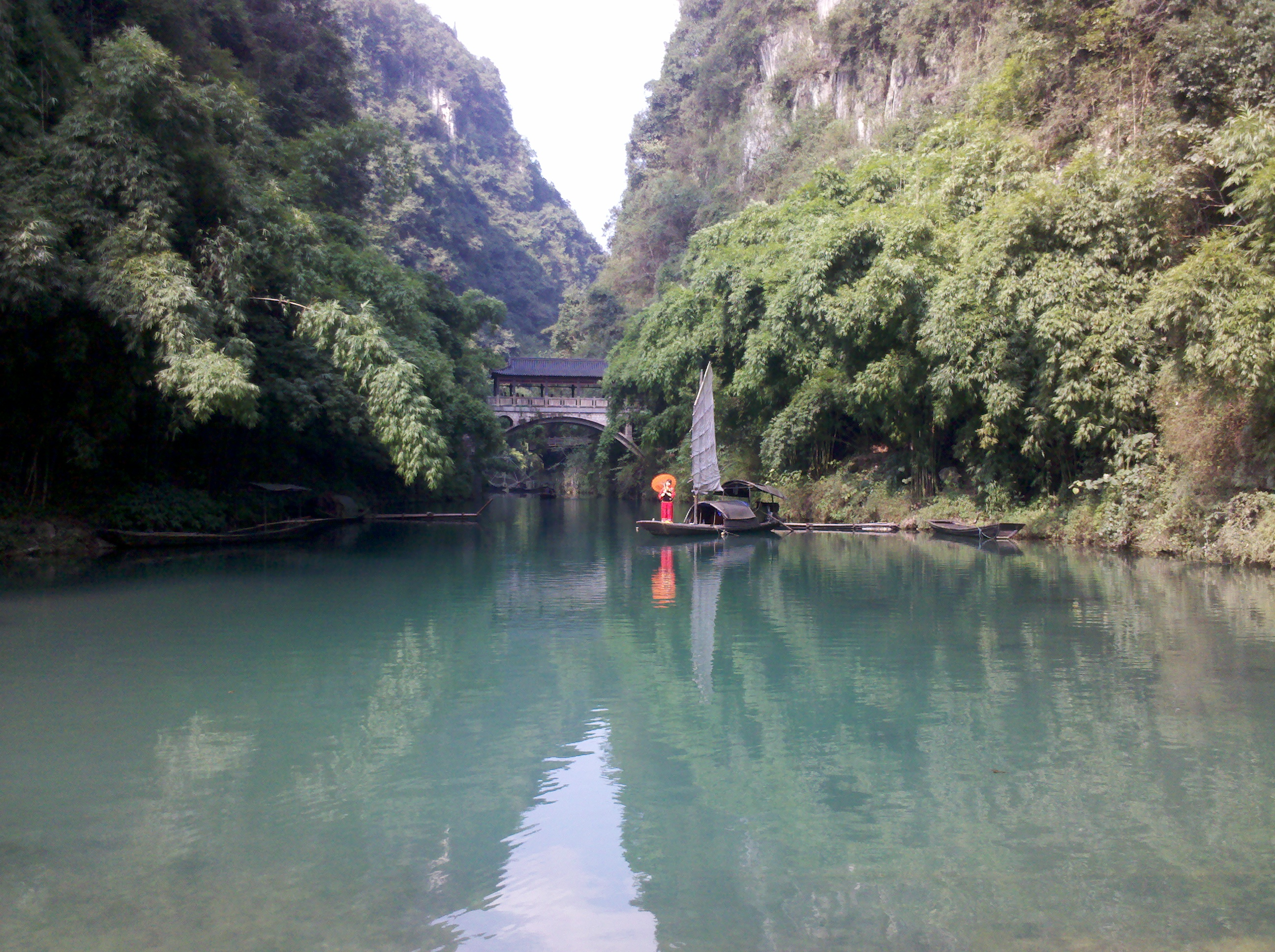
灯影峡（三峡人家风景区）
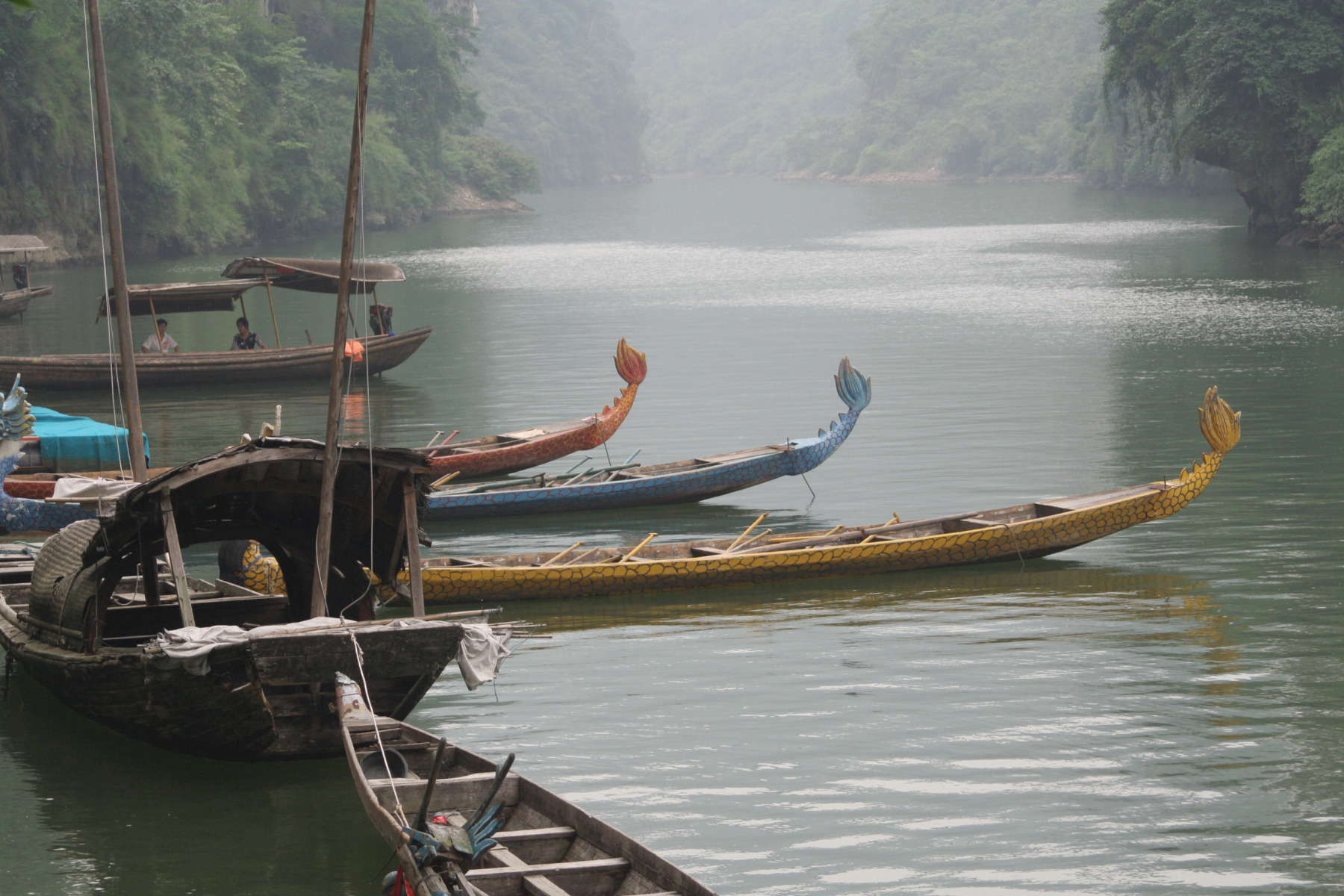
长江三峡
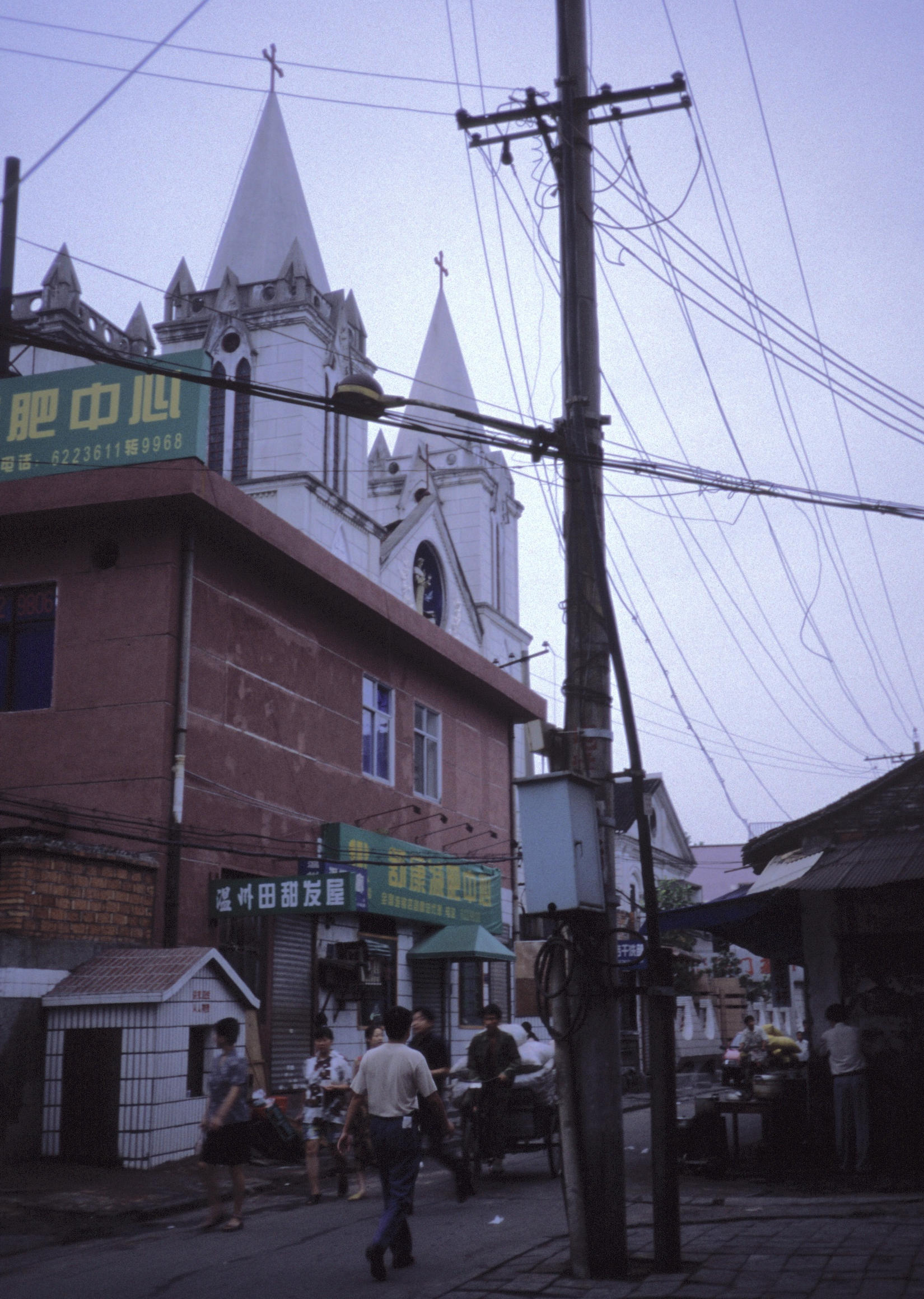
宜昌天主堂
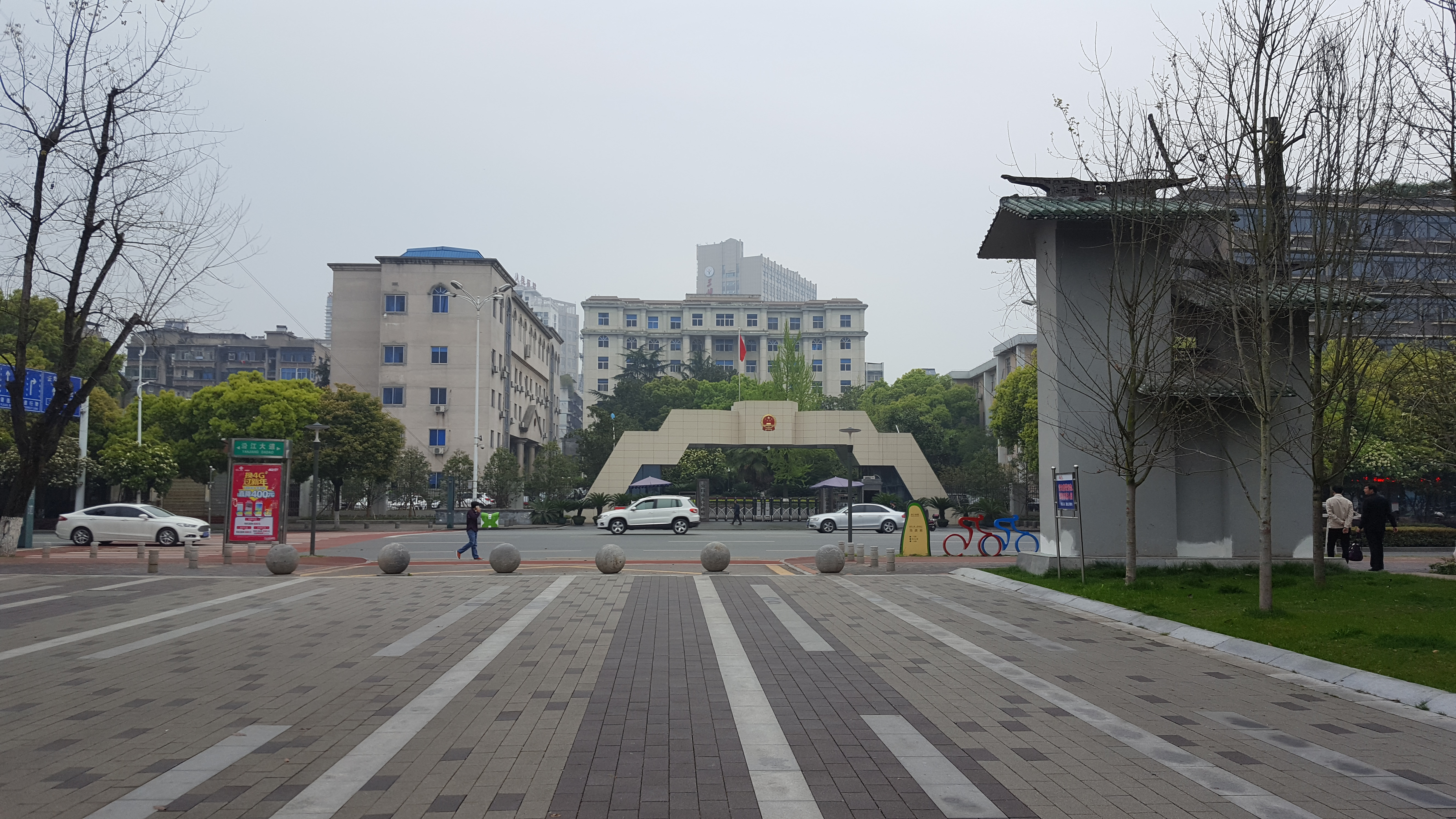
宜昌市人民政府
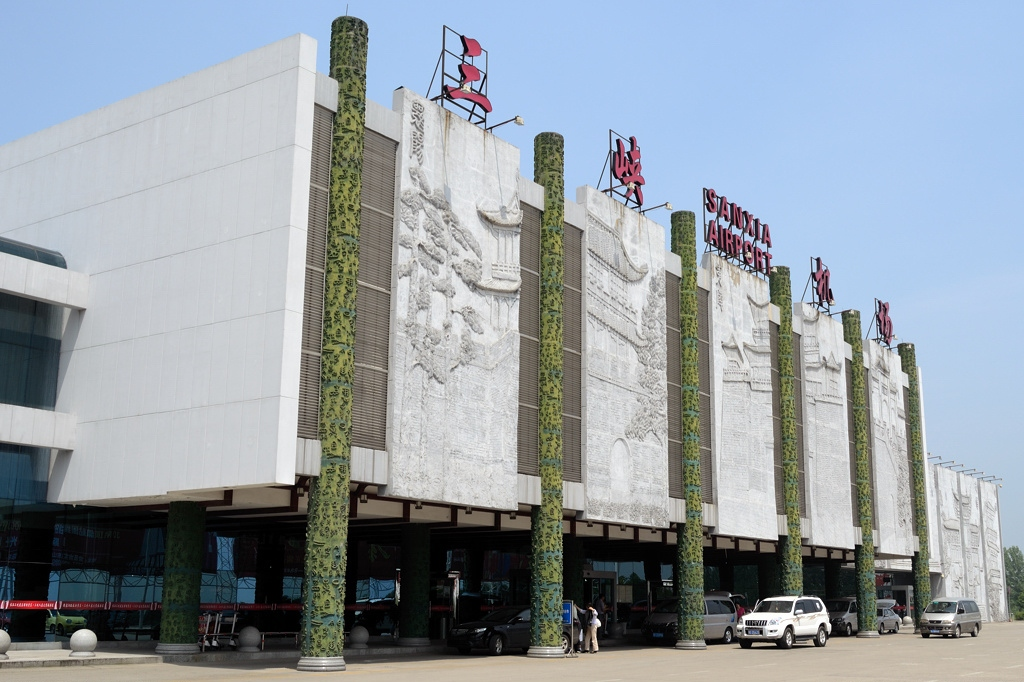
宜昌三峡空港
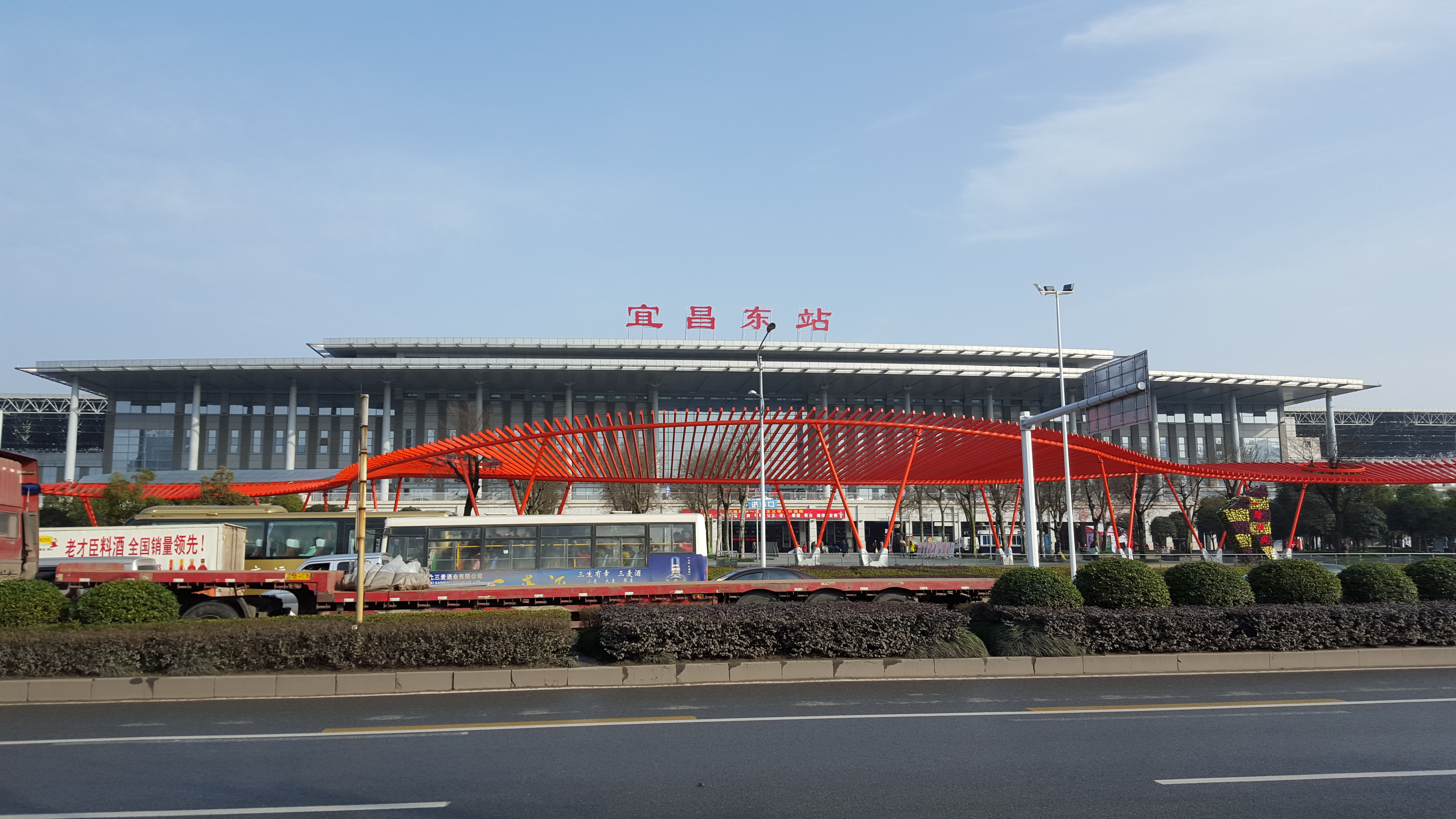
宜昌东驿
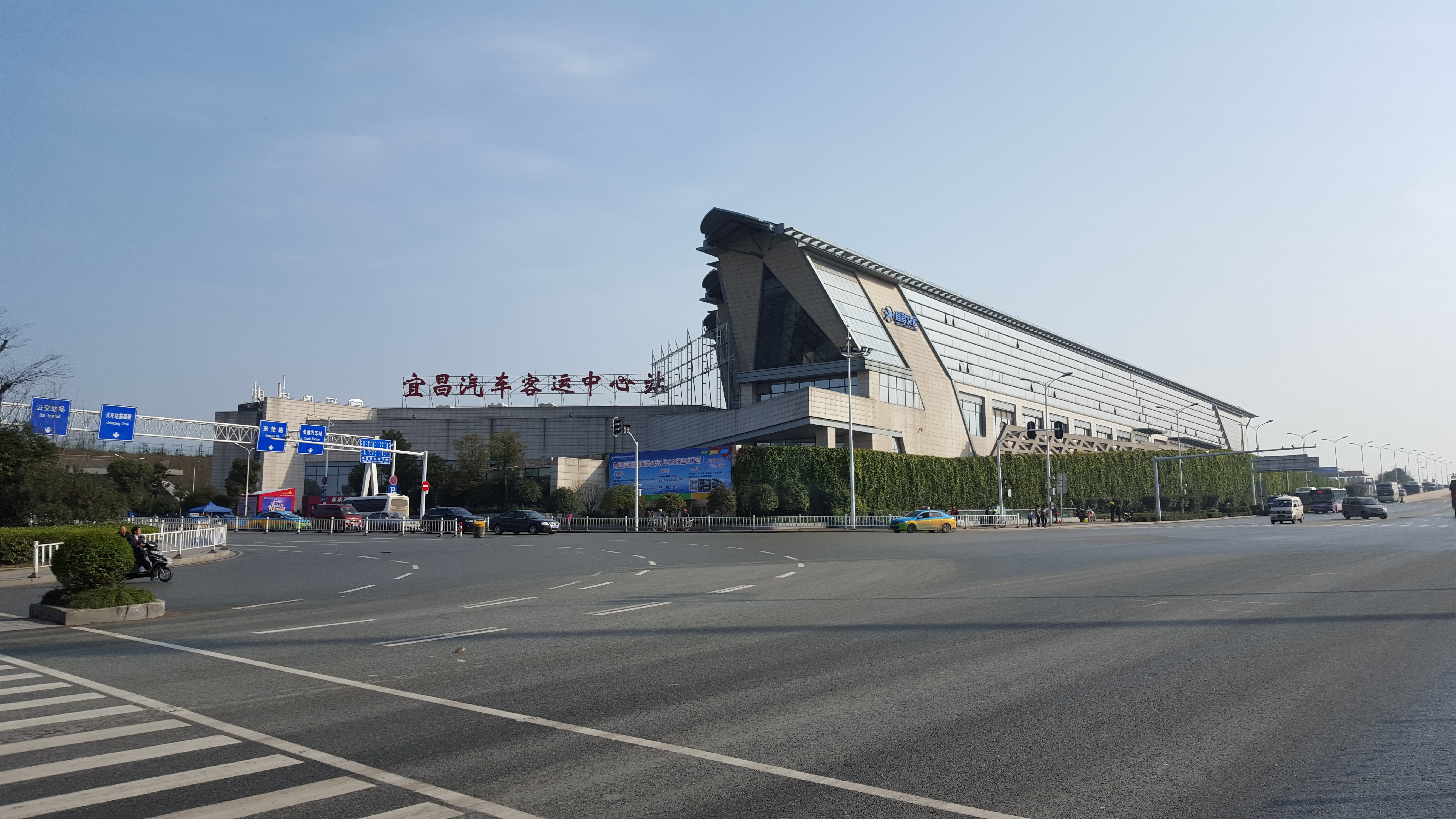
宜昌バスセンター
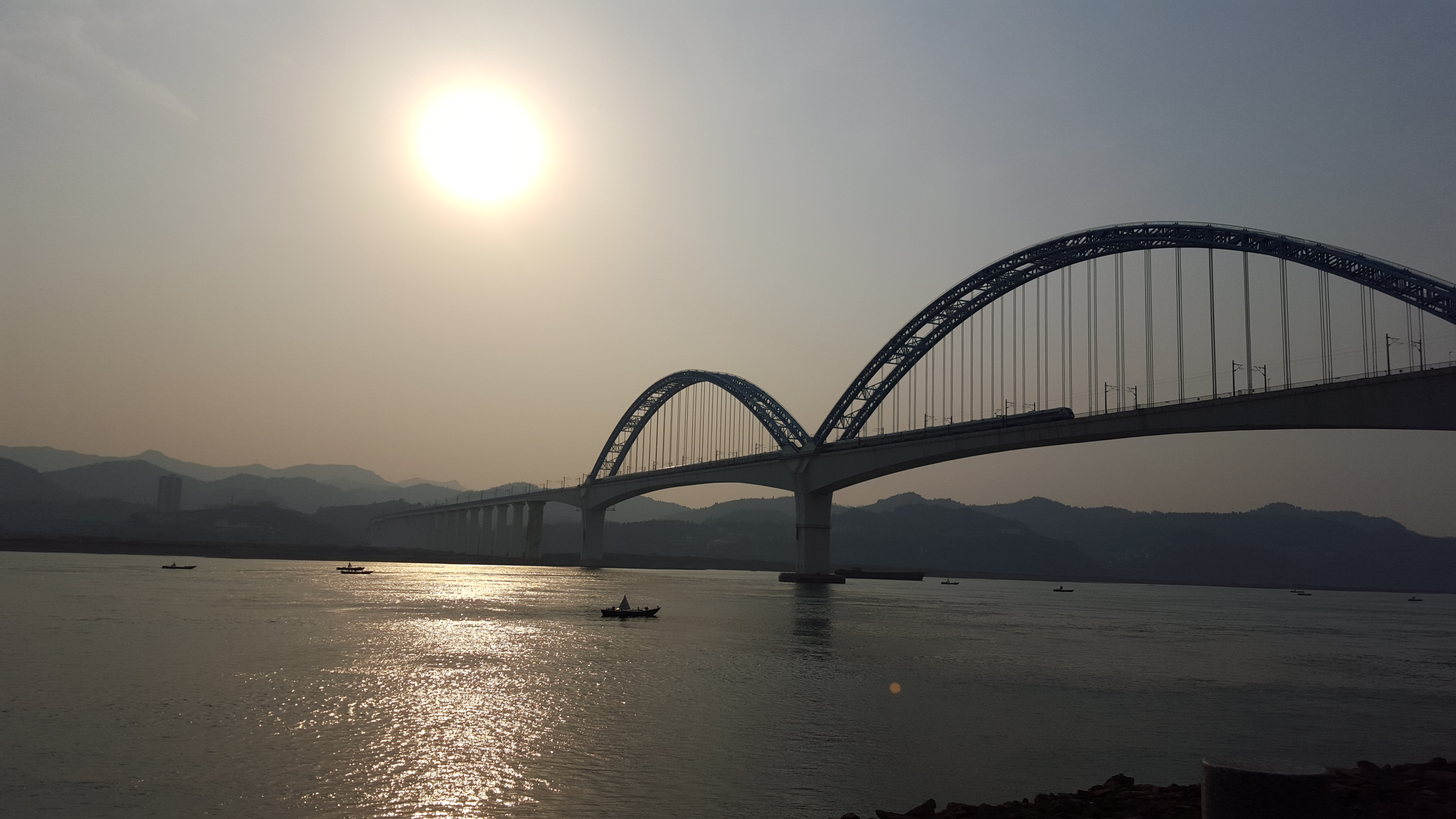
宜万铁道・宜昌长江大桥
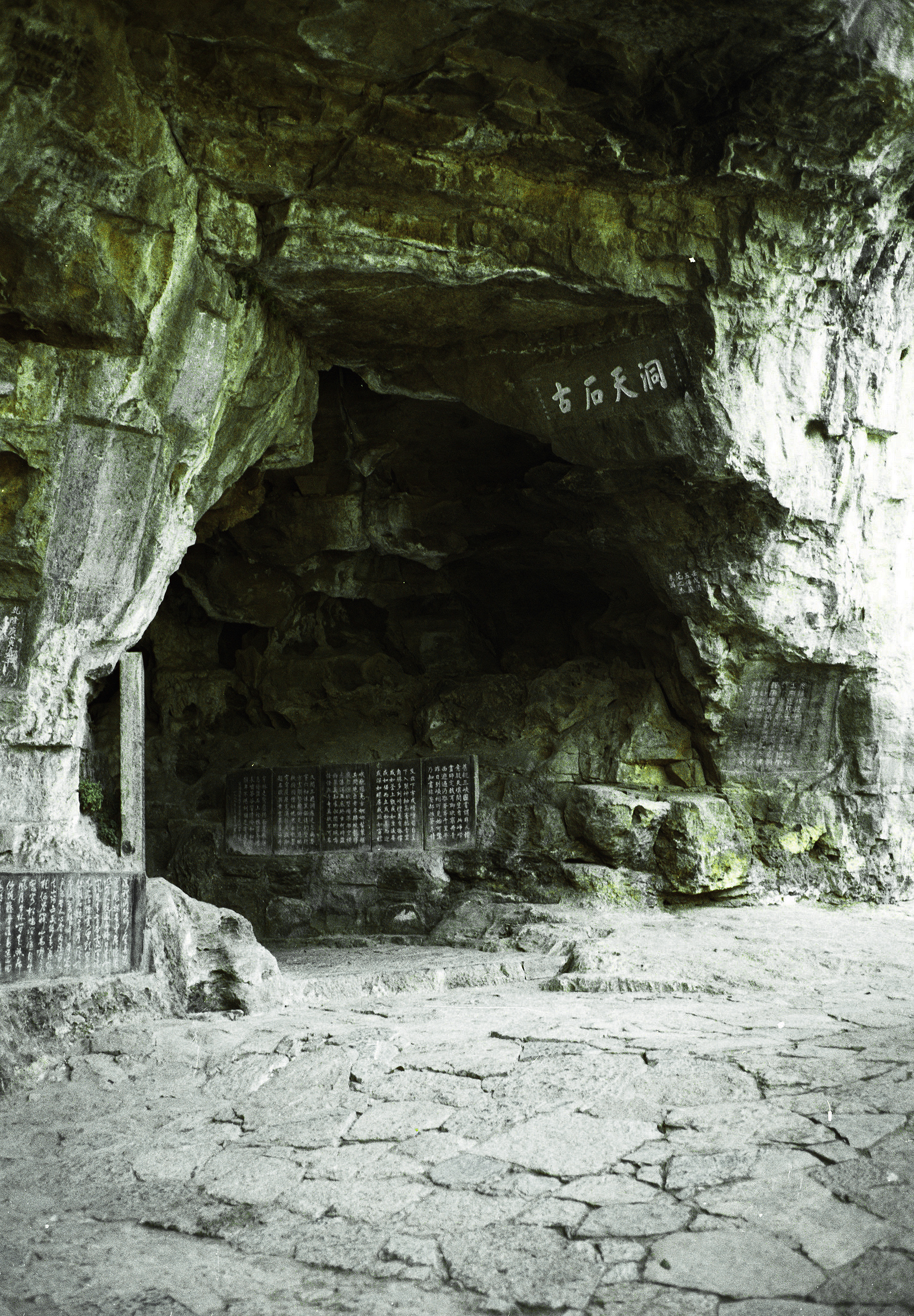
三遊洞
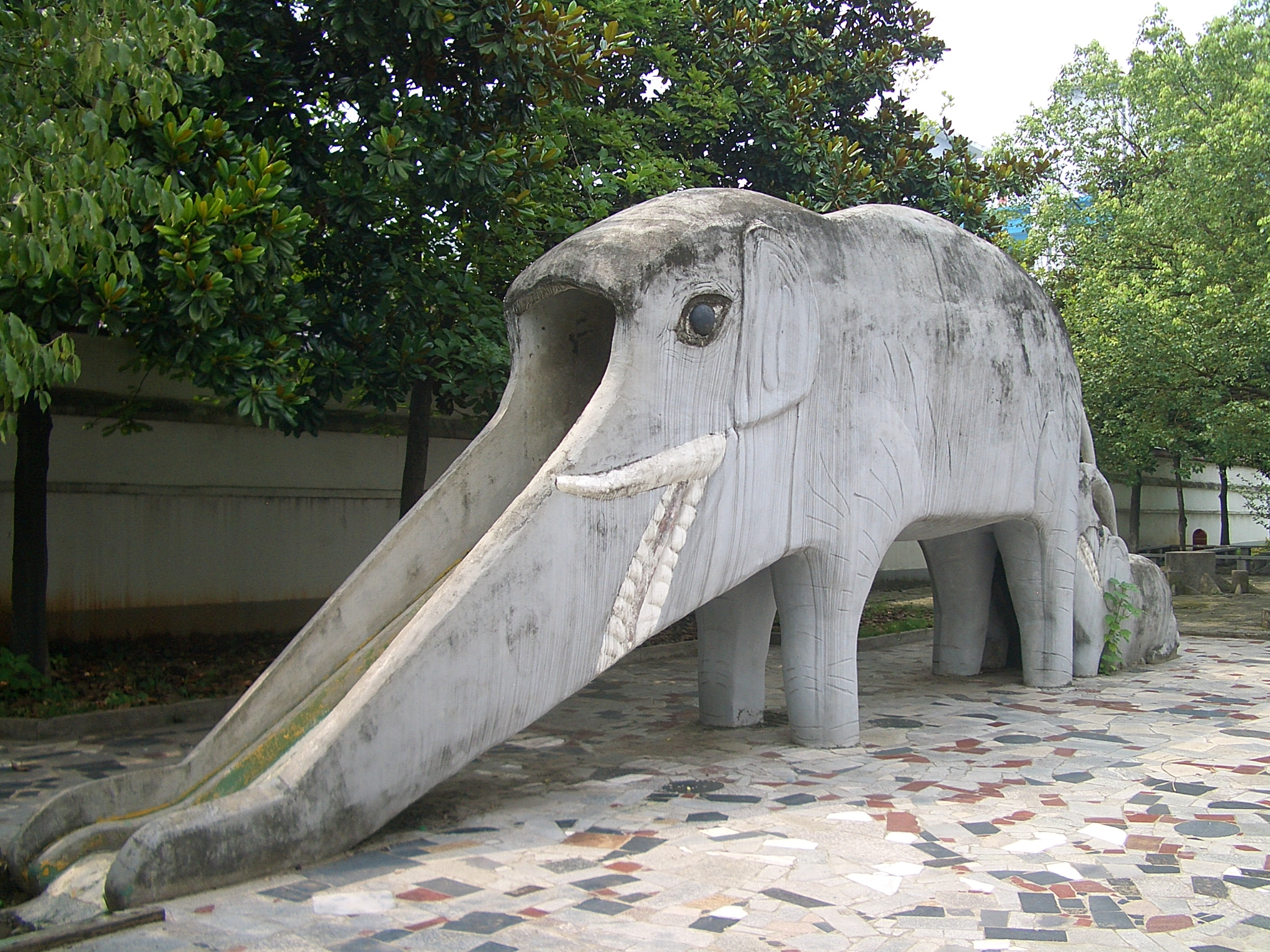
葛洲坝ダム公园
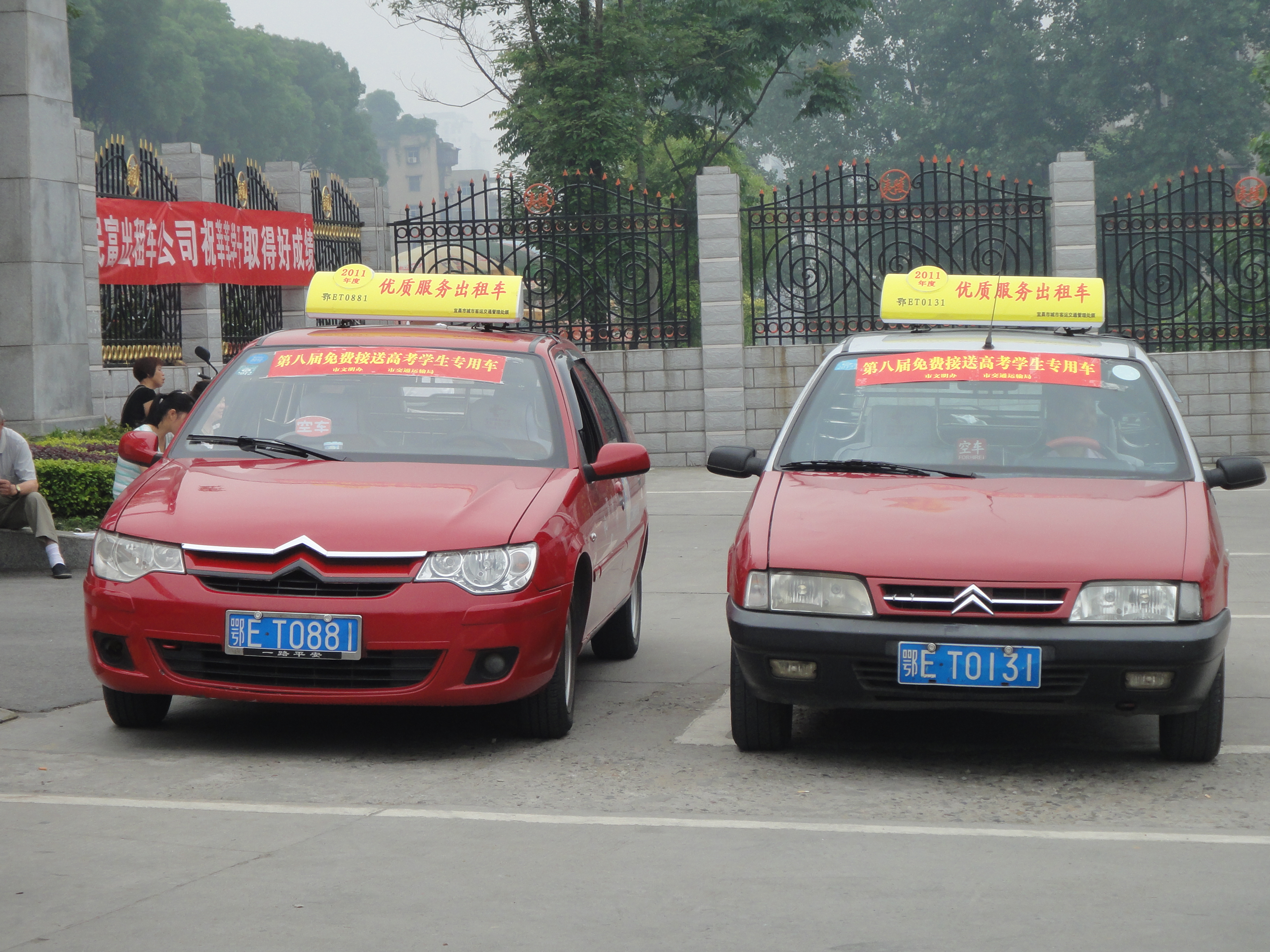
市内のタクシー
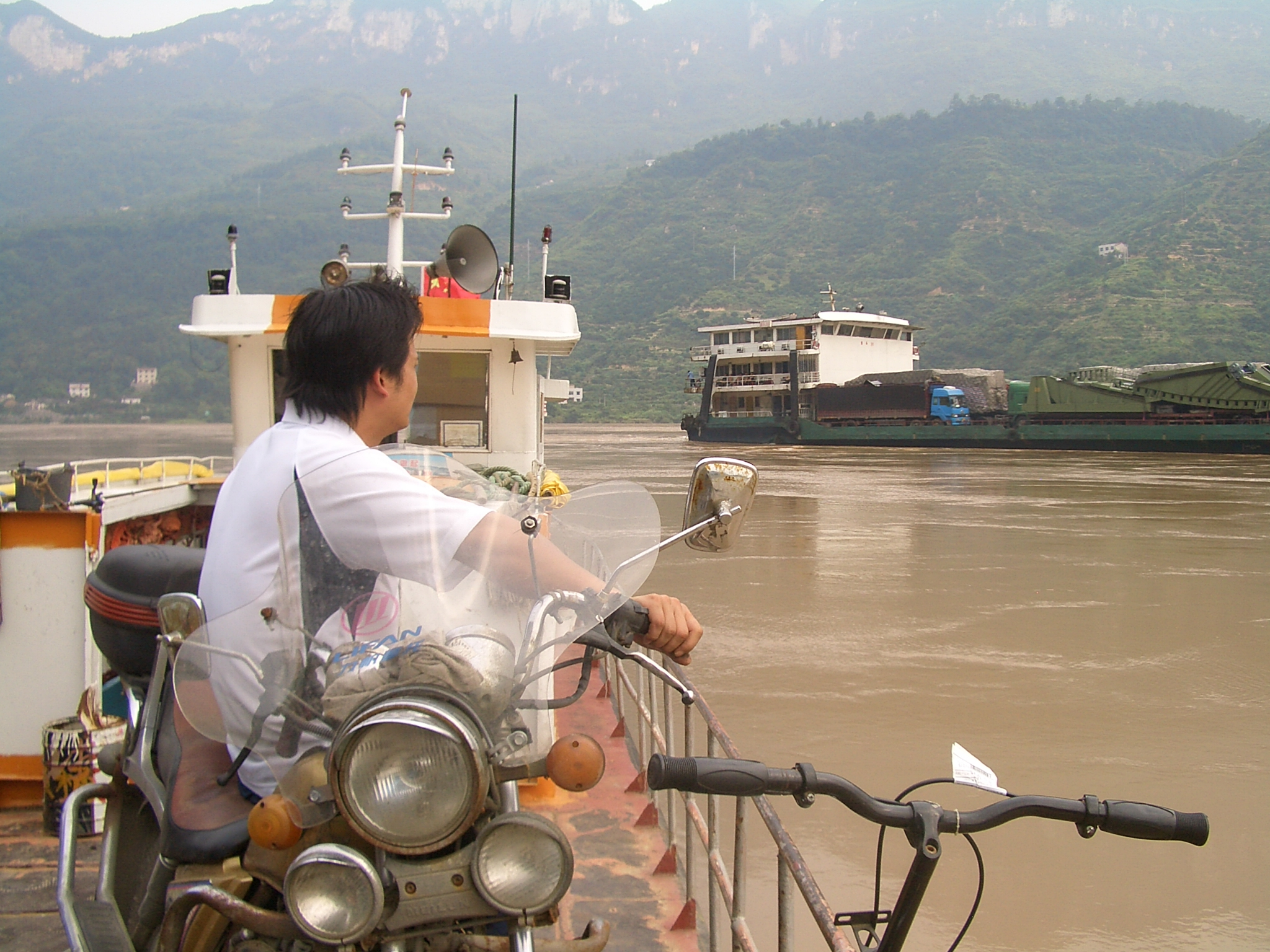
三斗坪の渡し
中国三峡柑橘类博物馆
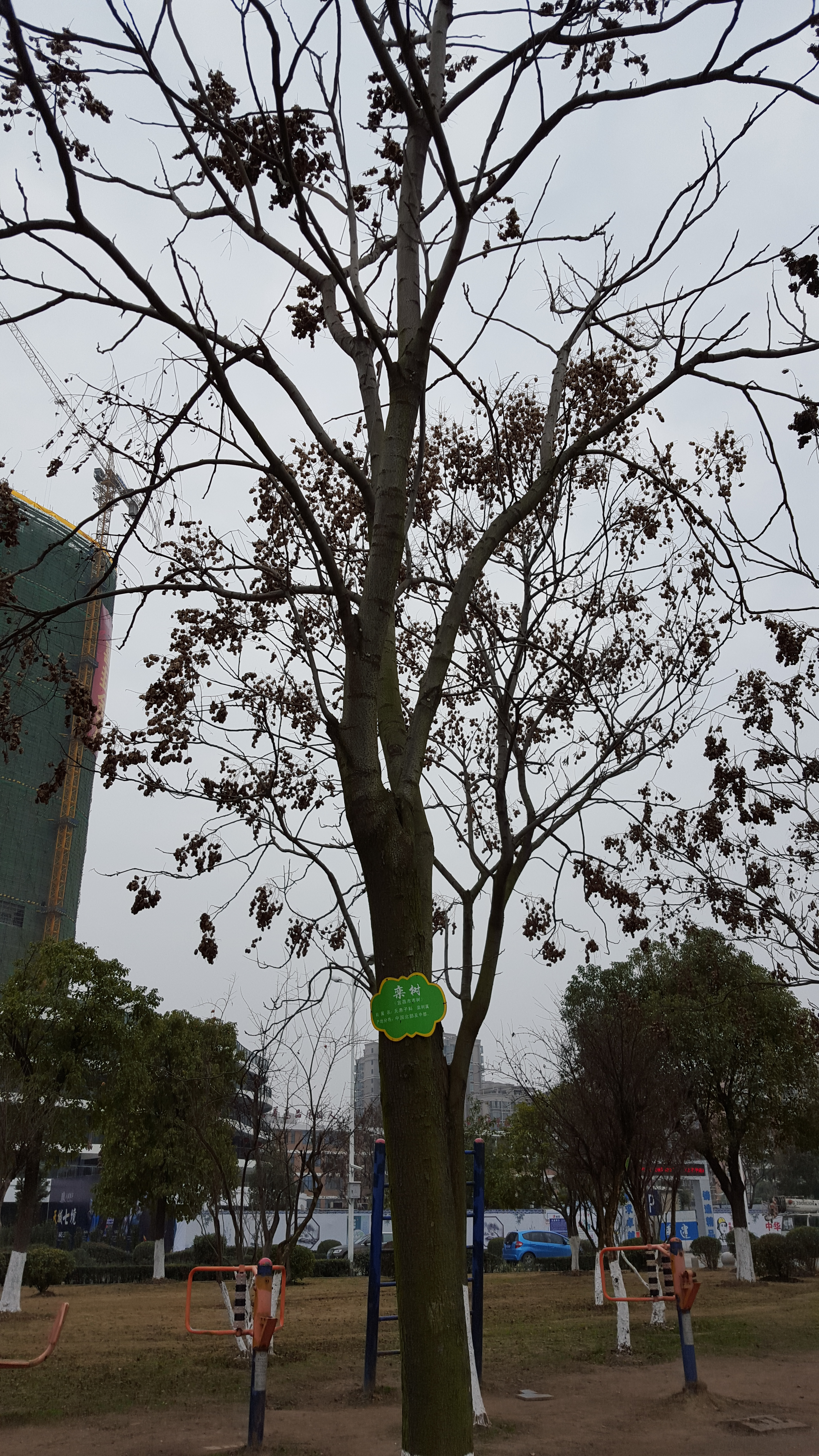
市の木・モクゲンジ
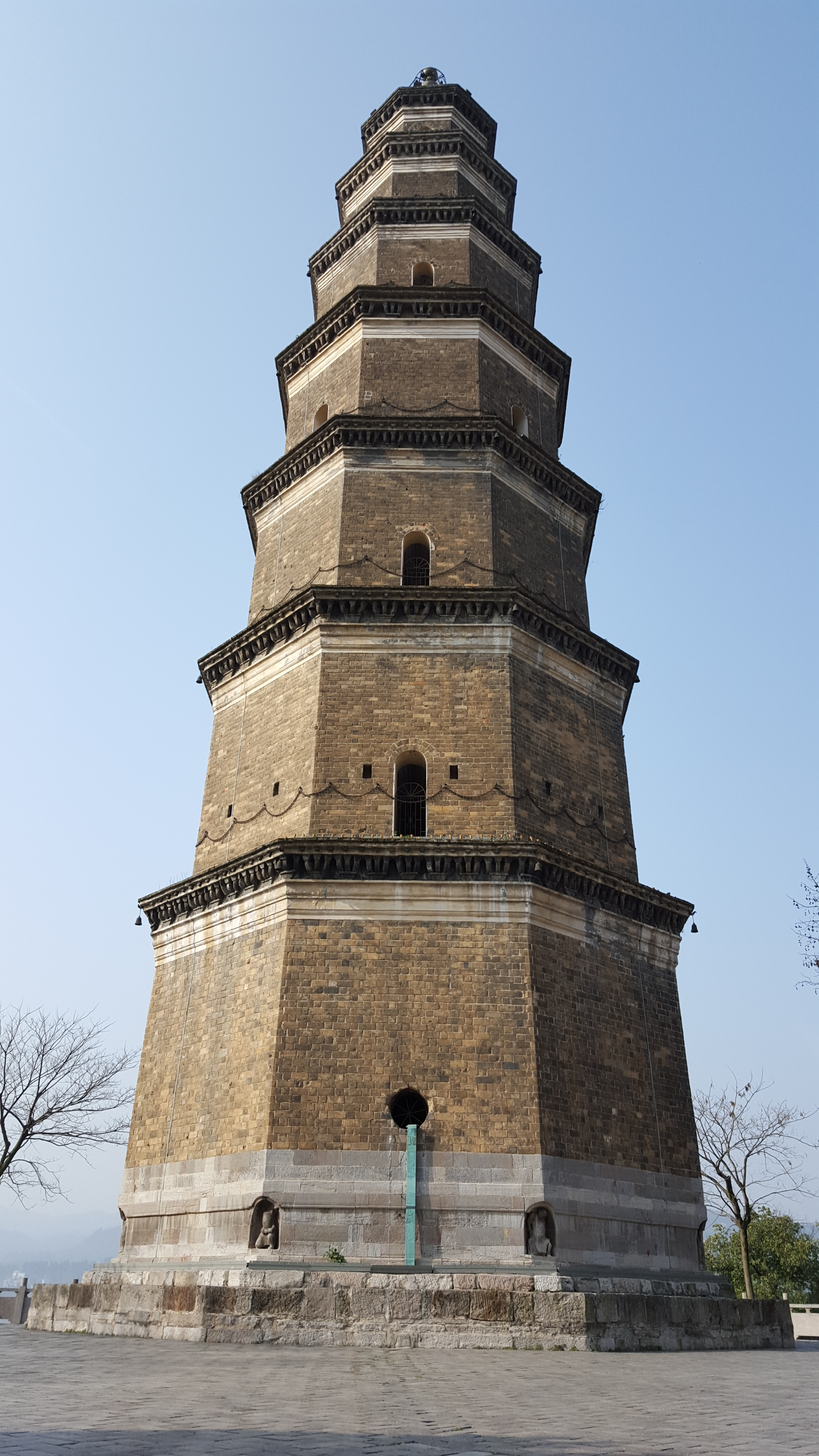
天然塔
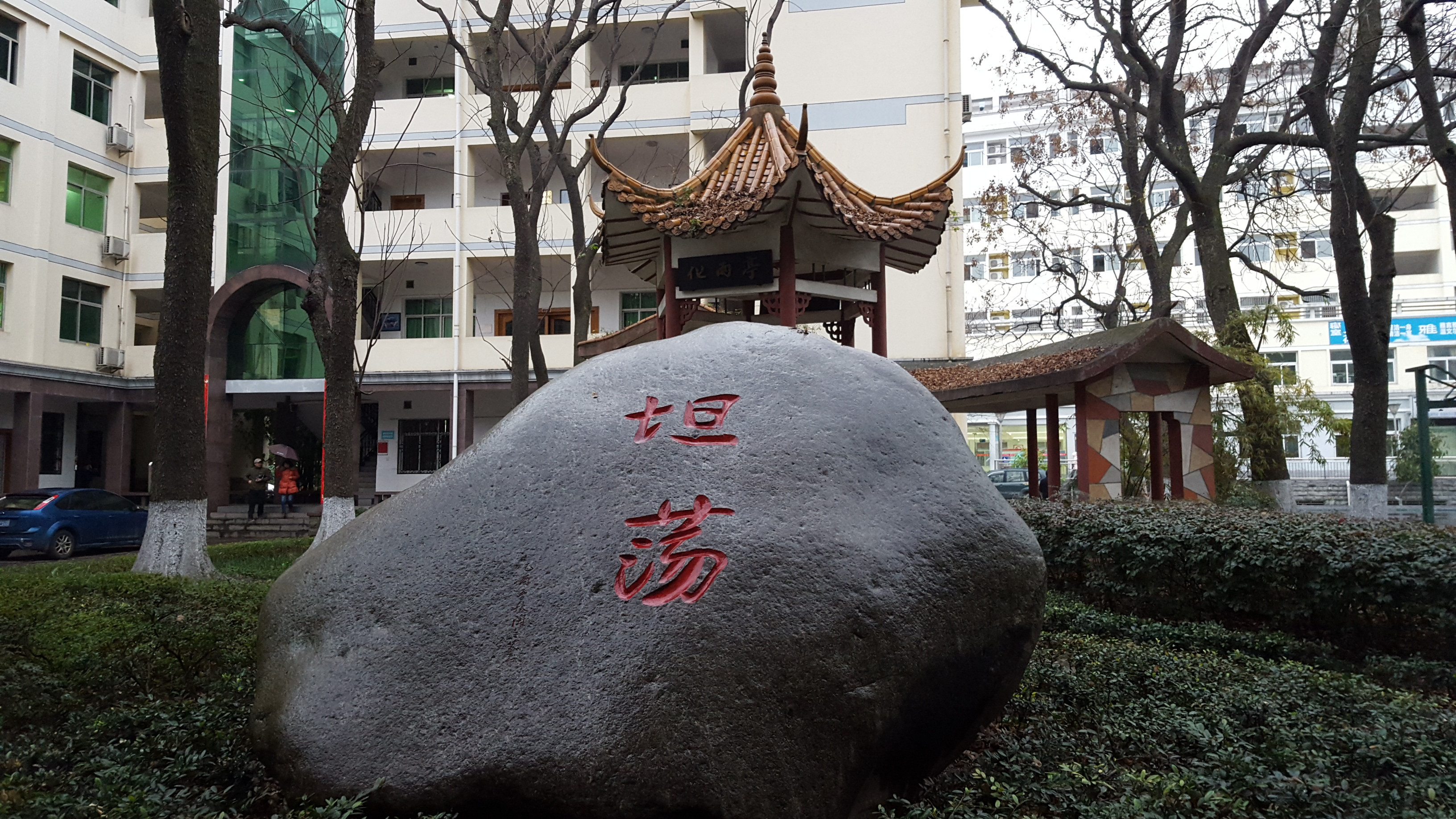
宜昌第一中学
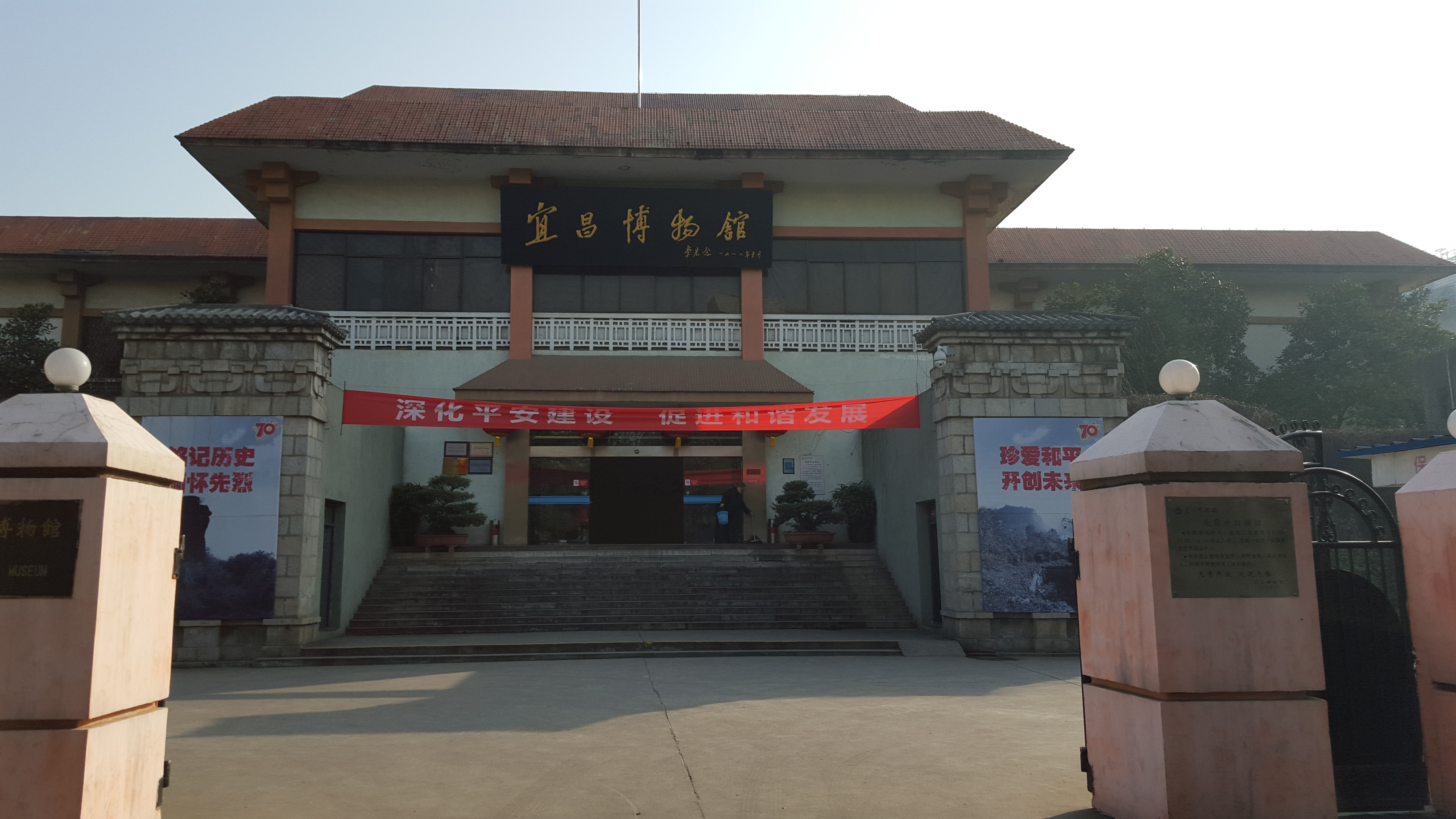
宜昌博物馆・旧馆
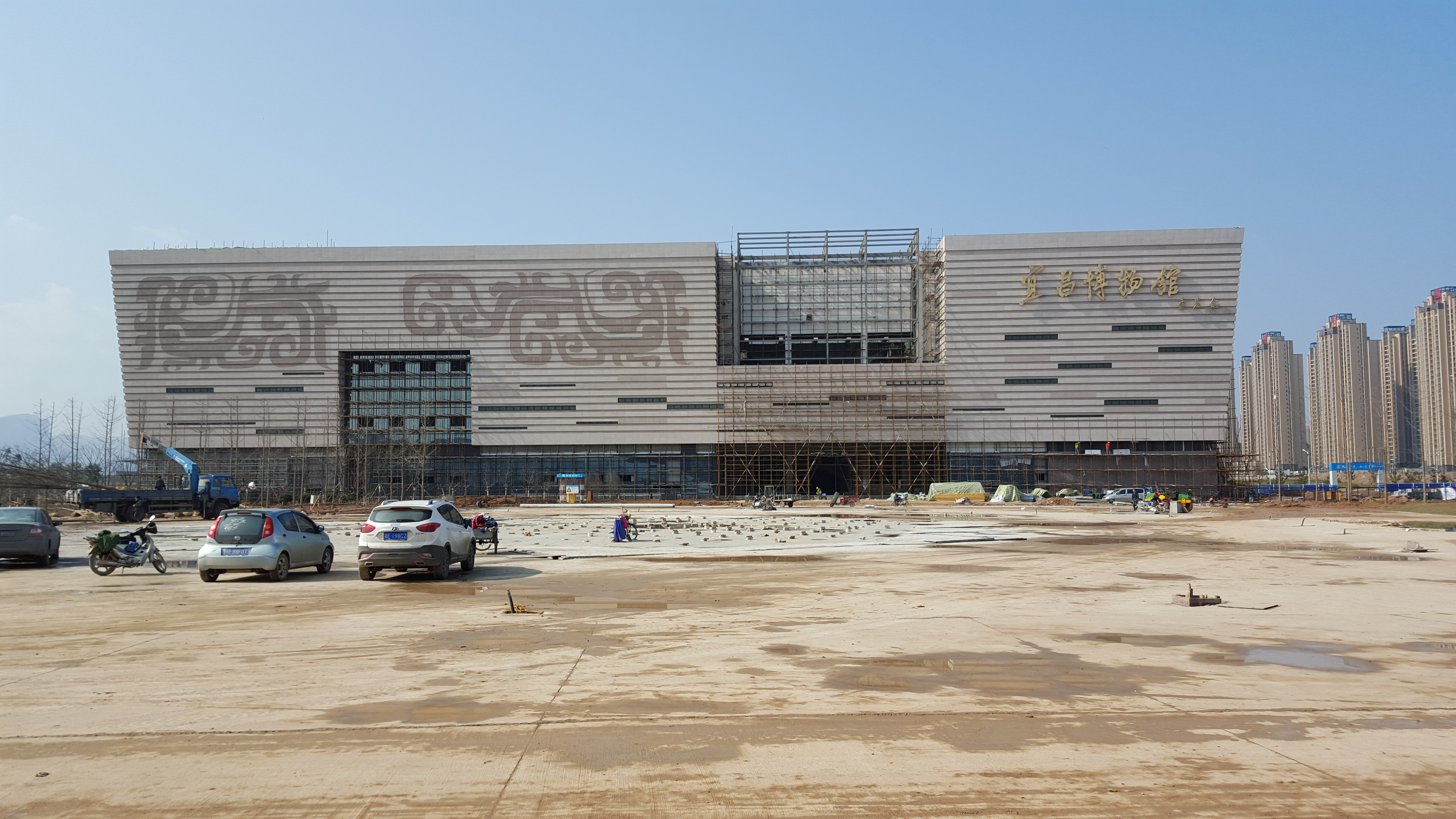
宜昌博物馆・新馆
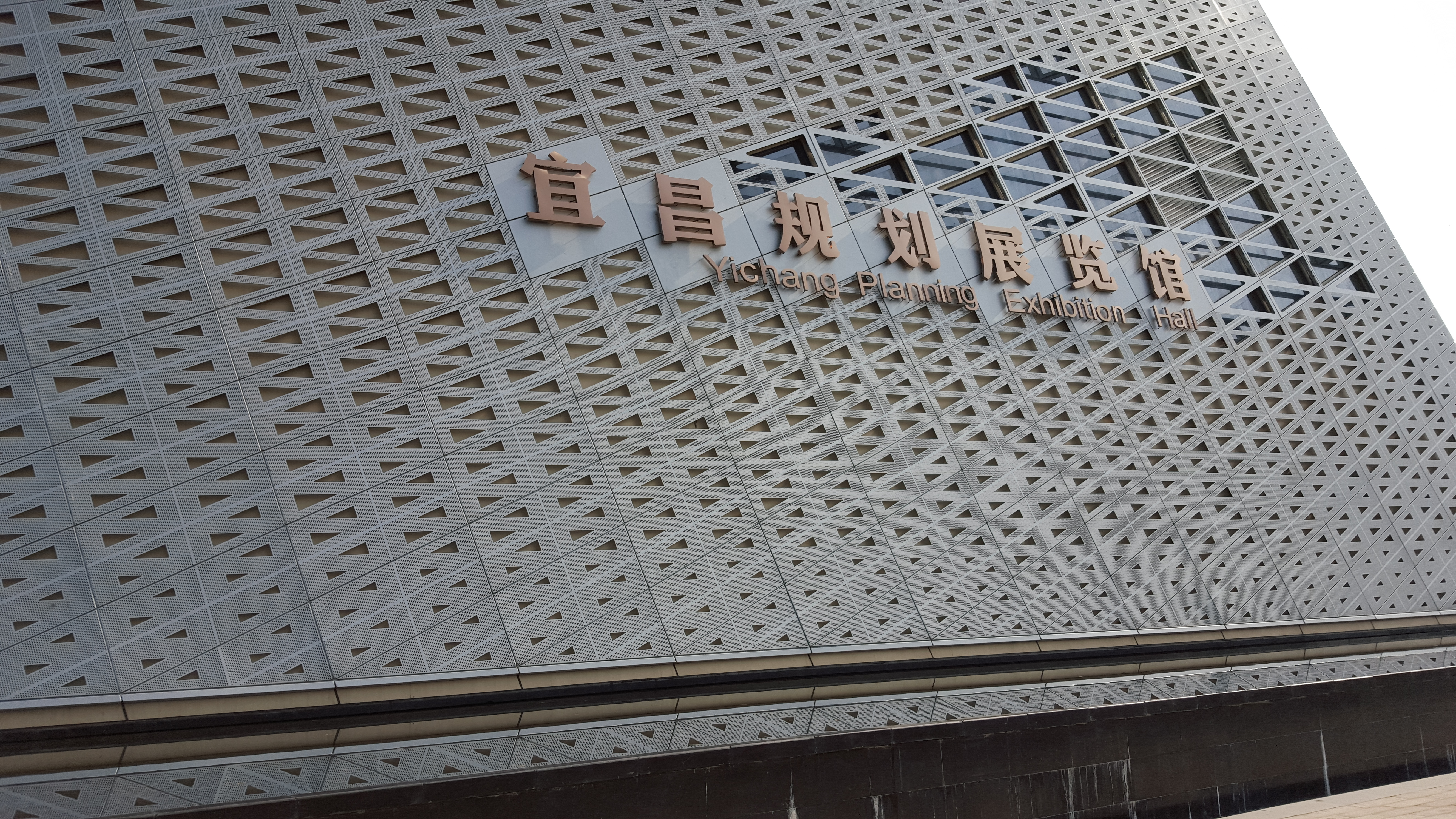
宜昌规划展览馆
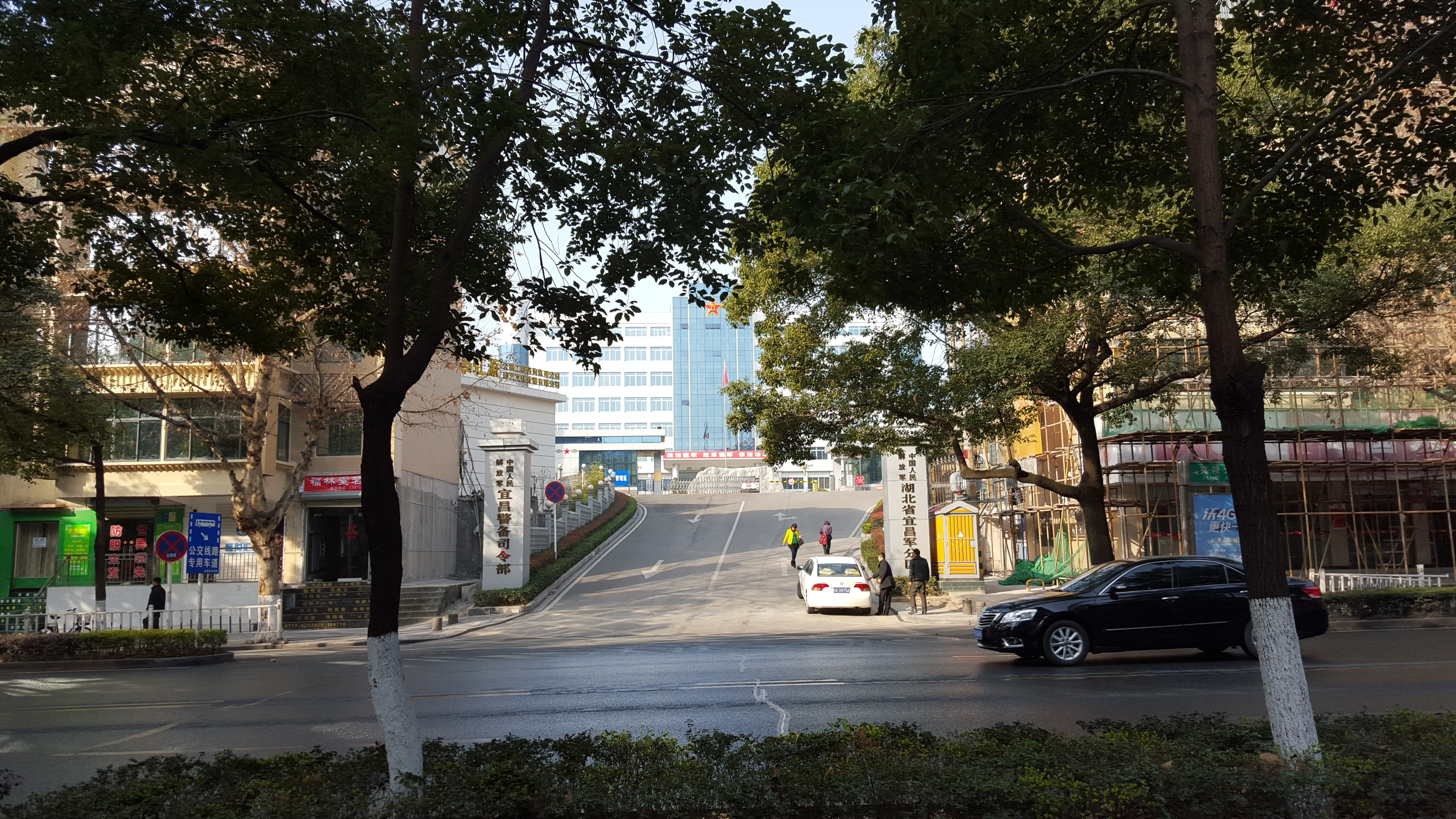
宜昌军分区
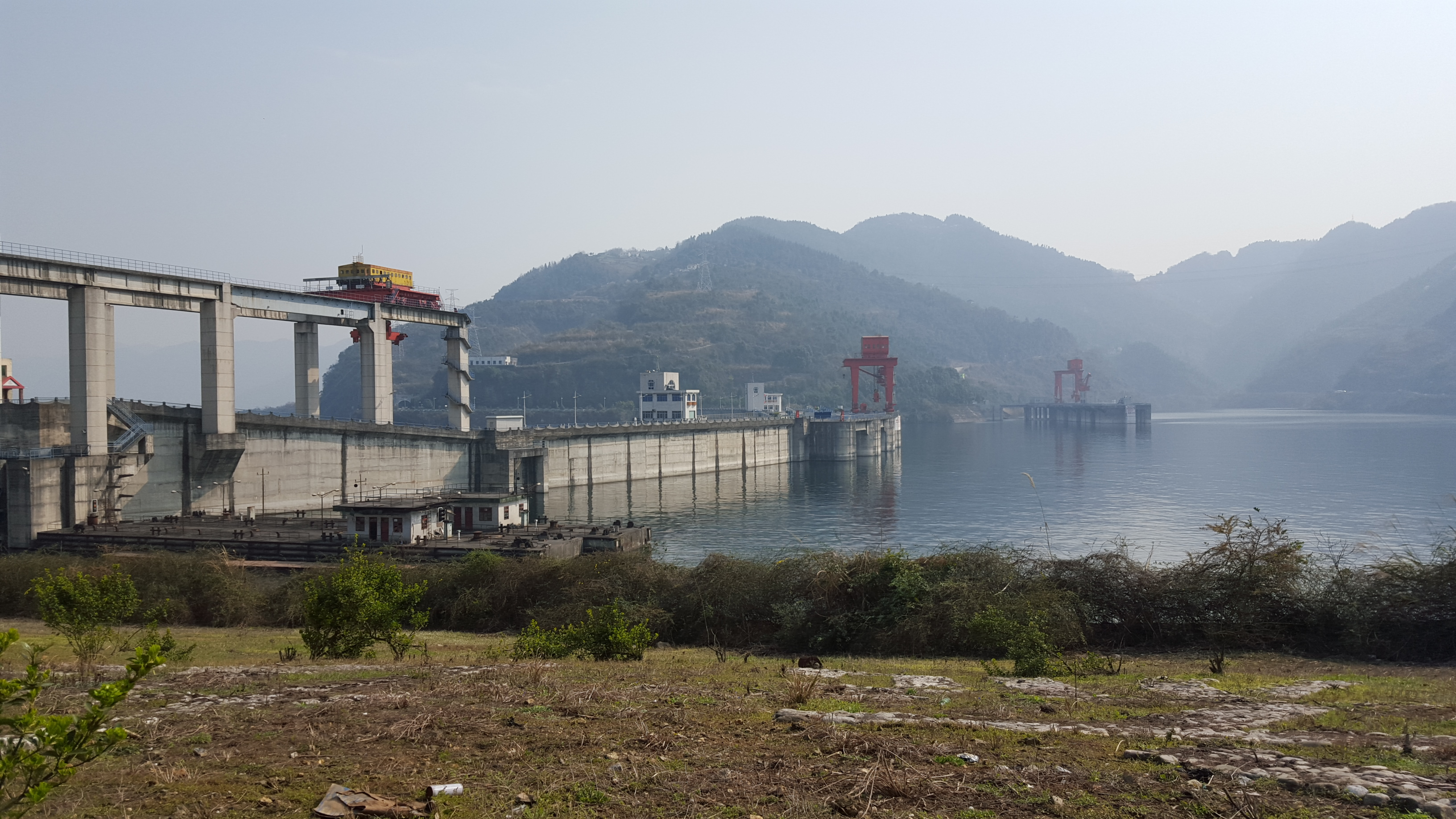
隔河岩ダム
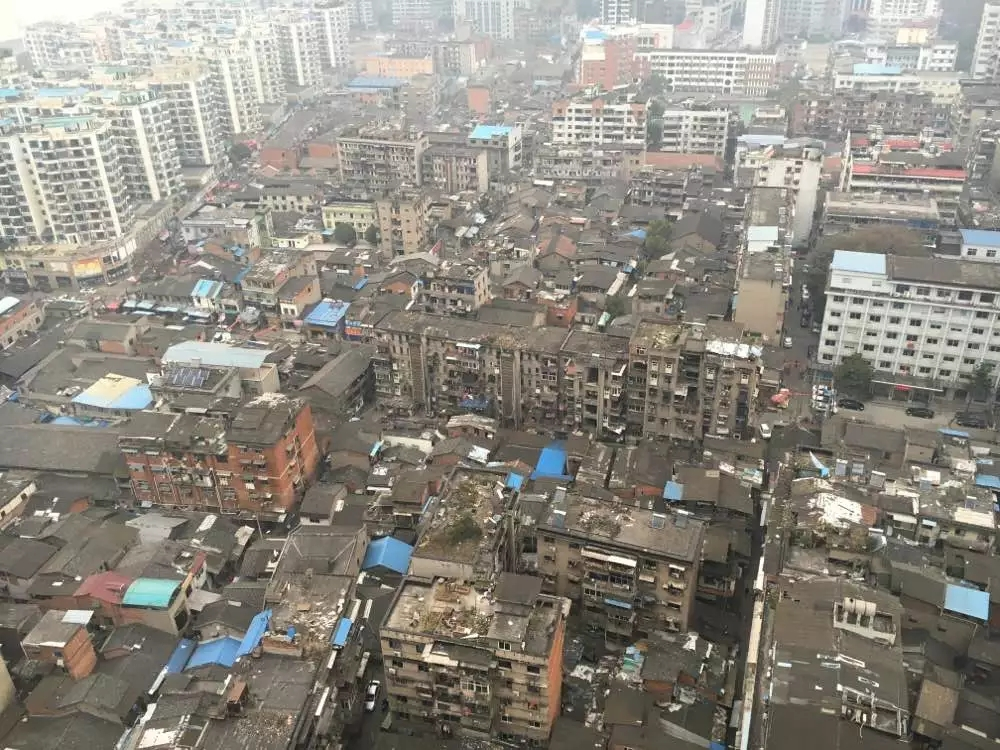
旧市街
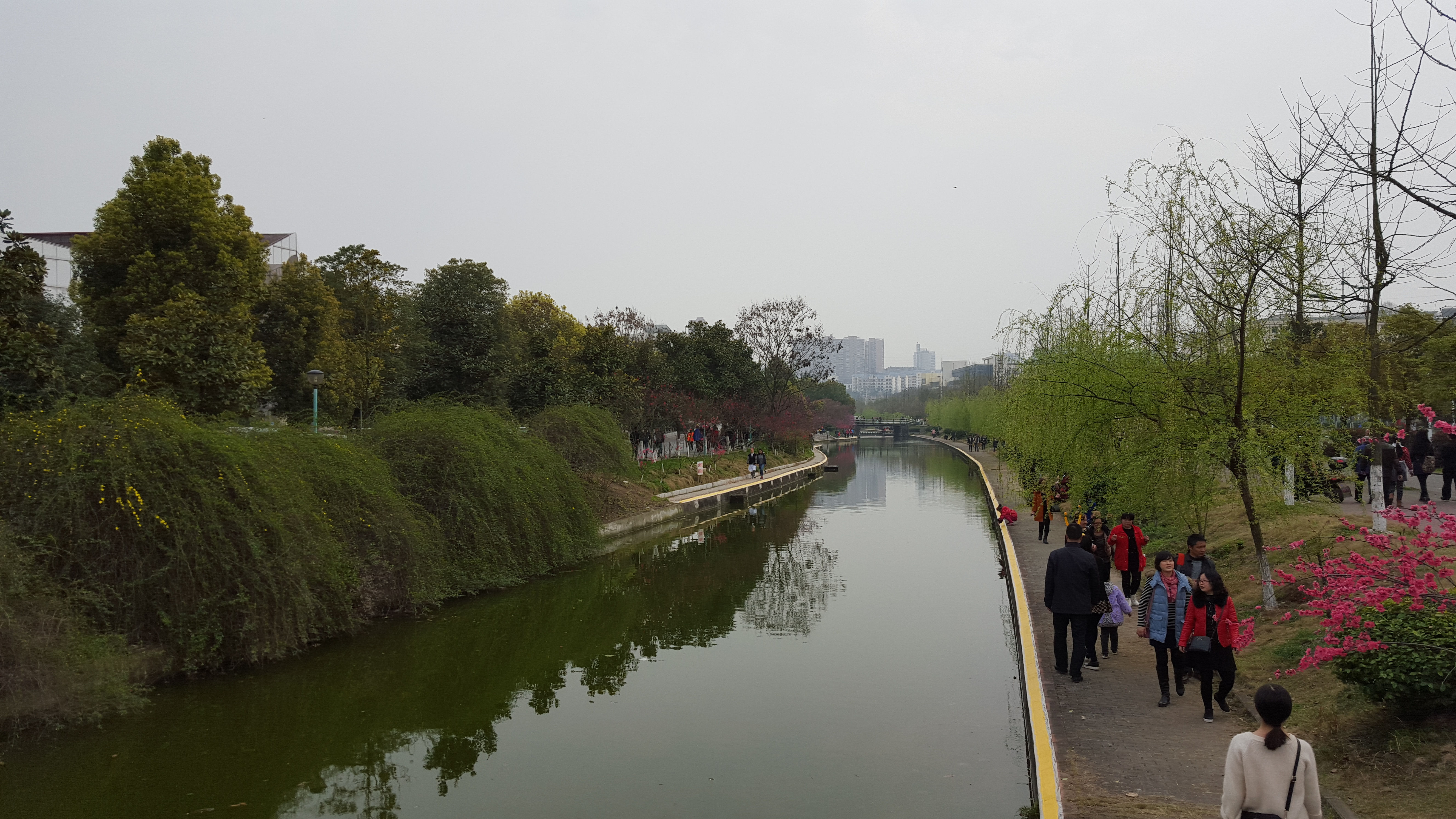
三峡大学

## 같이 보기
- 의창지